# A-nan-đà

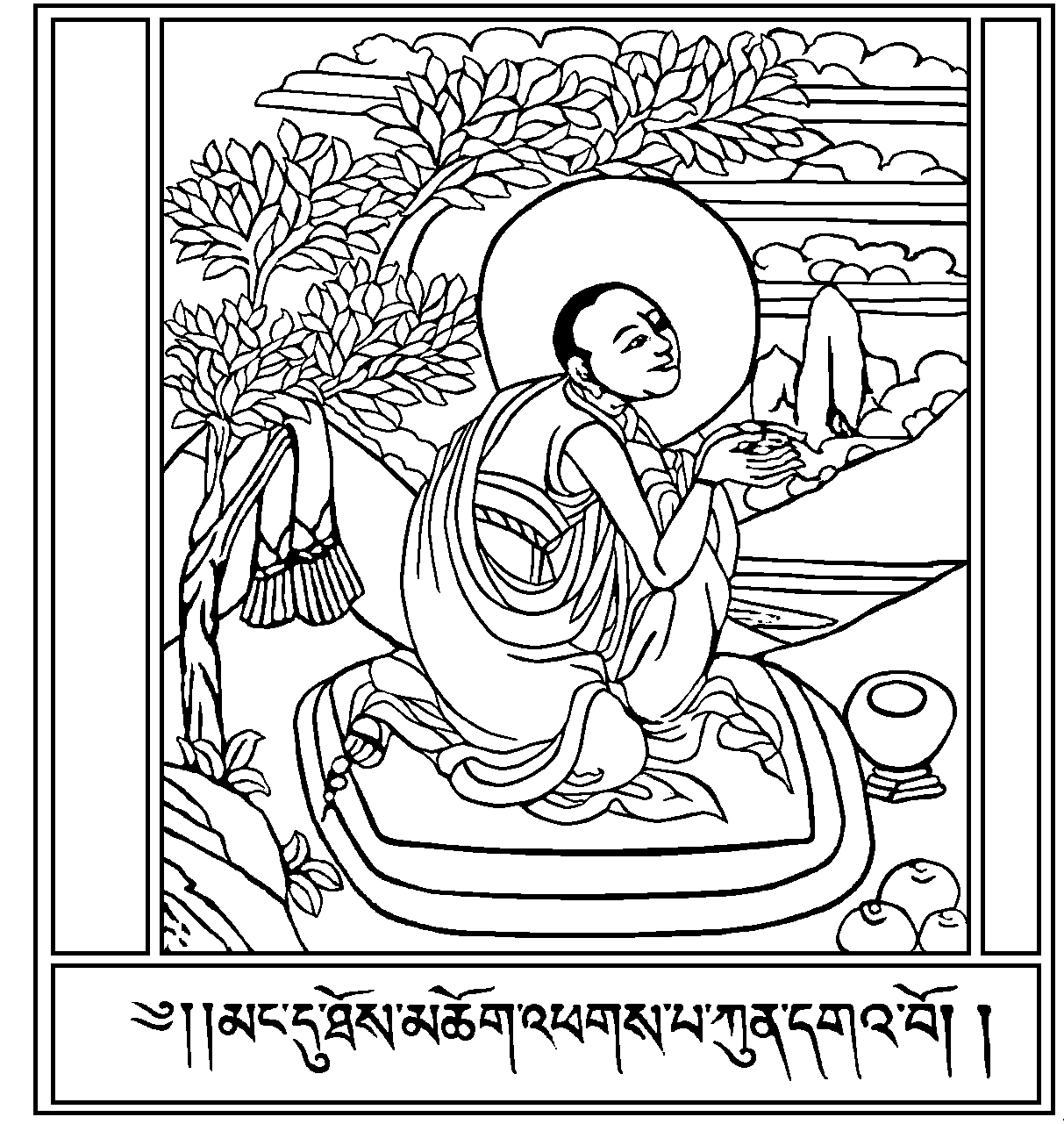
Tôn giả A-nan-đà, nổi danh là người "nghe và nhớ nhiều nhất", được xem là Nhị tổ Thiền tông Ấn Độ

A-nan-đà (Ānanda, zh. 阿難陀, sa., pi. ānanda, bo. kun dga` bo ཀུན་དགའ་བོ་), thường viết ngắn là A-nan, dịch nghĩa là Khánh Hỉ (慶喜) hoặc Hoan Hỉ (歡喜), sinh năm 605 TCN và viên tịch năm 485 TCN ở tuổi 120, giữa sông Hằng, nơi ranh giới giữa hai nước Ma-kiệt-đà và Tì-xá-ly. Là anh em chú bác với Thích-ca Mâu-ni, năm 18 tuổi, A-nan-đà gia nhập Tăng đoàn của Phật Thích-ca Mâu-ni. Cùng gia nhập với ông có hai người anh em gồm A-na-luật, vị A-la-hán nổi tiếng với Thiên nhãn, và Đề-bà-đạt-đa, người sau này ly khai khỏi Tăng đoàn.
Trong số rất nhiều đệ tử của Thích-ca Mâu-ni, A-nan-đà nổi bật với trí nhớ phi thường, được xưng tụng là một trong Thập đại đệ tử. Phần lớn các bài kinh trong Kinh tạng (Sutta-Piṭaka) thời kỳ đầu đều do ông tụng lại từ ký ức trong kỳ Kết tập kinh điển lần thứ nhất. Trước khi nhập Niết-bàn, Thích-ca Mâu-ni căn dặn Tăng đoàn hãy lấy giáo pháp và giới luật làm nơi nương tựa, không chỉ định người kế nhiệm nào. Những sự kiện vào giai đoạn cuối cuộc đời Thích-ca Mâu-ni cho thấy sự quyến luyến sâu sắc của A-nan-đà với ông, và A-nan-đà vô cùng đau xót khi chứng kiến sự nhập diệt.
Không lâu sau khi Thích-ca Mâu-ni qua đời, A-nan-đà chứng đắc quả vị A-la-hán, điều kiện bắt buộc để tham dự Đại hội kết tập kinh điển lần thứ nhất ngay trong đêm trước kỳ đại hội này diễn ra. Ông đóng vai trò trọng yếu trong đại hội này như "trí nhớ sống" của Thích-ca Mâu-ni, tụng lại nhiều bài pháp thoại và kiểm chứng sự chính xác của chúng. Cũng trong kỳ kết tập này, A-nan-đà bị Ma-ha-ca-diếp (Mahākāśyapa) và một số vị khác khiển trách vì đã thỉnh cầu Thích-ca Mâu-ni cho phép nữ giới xuất gia, dẫn đến sự hình thành Ni đoàn (giáo đoàn Tì-kheo-ni), và do chưa hoàn toàn hiểu rõ một số ý chỉ của Thích-ca Mâu-ni trong các thời khắc quan trọng.
Sau kỳ kết tập thứ nhất, A-nan-đà tiếp tục giảng dạy cho đến cuối đời, truyền thừa giáo pháp cho các đệ tử như Thương-na-hòa-tu (Śāṇavāsī) và Ma-thiền-đề (Maajjhantika), những người về sau giữ vai trò quan trọng trong các kỳ kết tập thứ hai và thứ ba. A-nan-đà được xem là Nhị tổ của Thiền tông Ấn Độ và là người đầu tiên phát minh ra "áo cà sa" – trang phục nghi lễ của tăng ni Phật giáo sau này.
A-nan-đà là một trong những nhân vật được kính trọng nhất trong Phật giáo, nổi danh về trí nhớ, lòng từ bi, và kiến thức uyên bác. Dù vậy, trong tương quan với Thích-ca Mâu-ni, ông đôi khi được nhìn nhận như một hình ảnh đối chiếu, thể hiện những lưu luyến thế tục trước khi đạt giác ngộ hoàn toàn. Trong các kinh truyền thống tiếng Phạn, A-nan-đà được xem như Tổ sư của Pháp, tiếp nhận giáo pháp từ Ma-ha-ca-diếp và truyền lại cho các đệ tử.
Từ thời Trung cổ cho tới nay, giới Tì-kheo-ni luôn bày tỏ lòng tôn kính sâu sắc đối với A-nan-đà vì công lao thiết lập Ni đoàn. Các nhân vật văn hóa như nhà soạn nhạc Richard Wagner và nhà thơ Ấn Độ Rabindranath Tagore cũng từng lấy cảm hứng từ cuộc đời và những câu chuyện về A-nan-đà trong tác phẩm của mình.

## Tên gọi
Từ ānanda (आनंद) có nghĩa là “hỷ lạc, hoan hỷ” trong cả tiếng Pāli và tiếng Phạn.  Các bản chú giải Pāli giải thích rằng khi Tôn giả A-nan-đà ra đời, gia tộc của Ngài đã hết sức vui mừng. Tuy nhiên, các văn bản thuộc truyền thống Căn bản thuyết nhất thiết hữu bộ (tiếng Phạn: Mūlasarvāstivāda) kể rằng vì A-nan-đà được sinh ra đúng vào ngày Phật thành đạo, nên cả thành Ca-tỳ-la-vệ đều hân hoan — do đó đặt tên ông có ý nghĩa là là “Hoan Hỷ”, khi dịch sang Hán Tạng người ta còn dùng tên Khánh Hỉ (慶喜).
Ngoài phạm vi Phật giáo, trong triết học Vedānta của Ấn Độ giáo, "A-nan-đà" (Ānanda) mang ý nghĩa là sự an vui tuyệt đối, vượt trên mọi khái niệm nhị nguyên, là trạng thái chỉ có thể cảm nhận khi nhập Định (samādhi), và thường xuất hiện trong cụm danh từ "Sat-Cit-Ānanda" (Chân lý – Nhận thức tuyệt đối – An vui tuyệt đối).

## Câu chuyện

### Tiền kiếp
Theo kinh điển, trong một kiếp quá khứ, A-nan-đà đã phát nguyện được làm thị giả của một vị Phật. Ngài phát nguyện này vào thời Phật Bảo Hoa (tiếng Pali: Padumuttara) nhiều đại kiếp (tiếng Pali: kappa, tiếng Phạn: kkalpa) trước hiện tại. Khi đó, A-nan-đà gặp vị thị giả của Phật Padumuttara và ước nguyện sau này mình sẽ được như vị ấy trong tương lai. Sau khi tạo nhiều thiện nghiệp, Ngài bày tỏ lời thỉnh cầu lên Phật Bảo Hoa, và Phật đã thọ ký rằng mong ước của Ngài sẽ thành tựu trong một kiếp vị lai. Trải qua vô số lần sinh tử luân hồi và tích lũy nhiều công đức, A-nan-đà được sinh ra trong thời Phật hiện tại là Phật Thích-ca mâu-ni.

### Thiếu thời

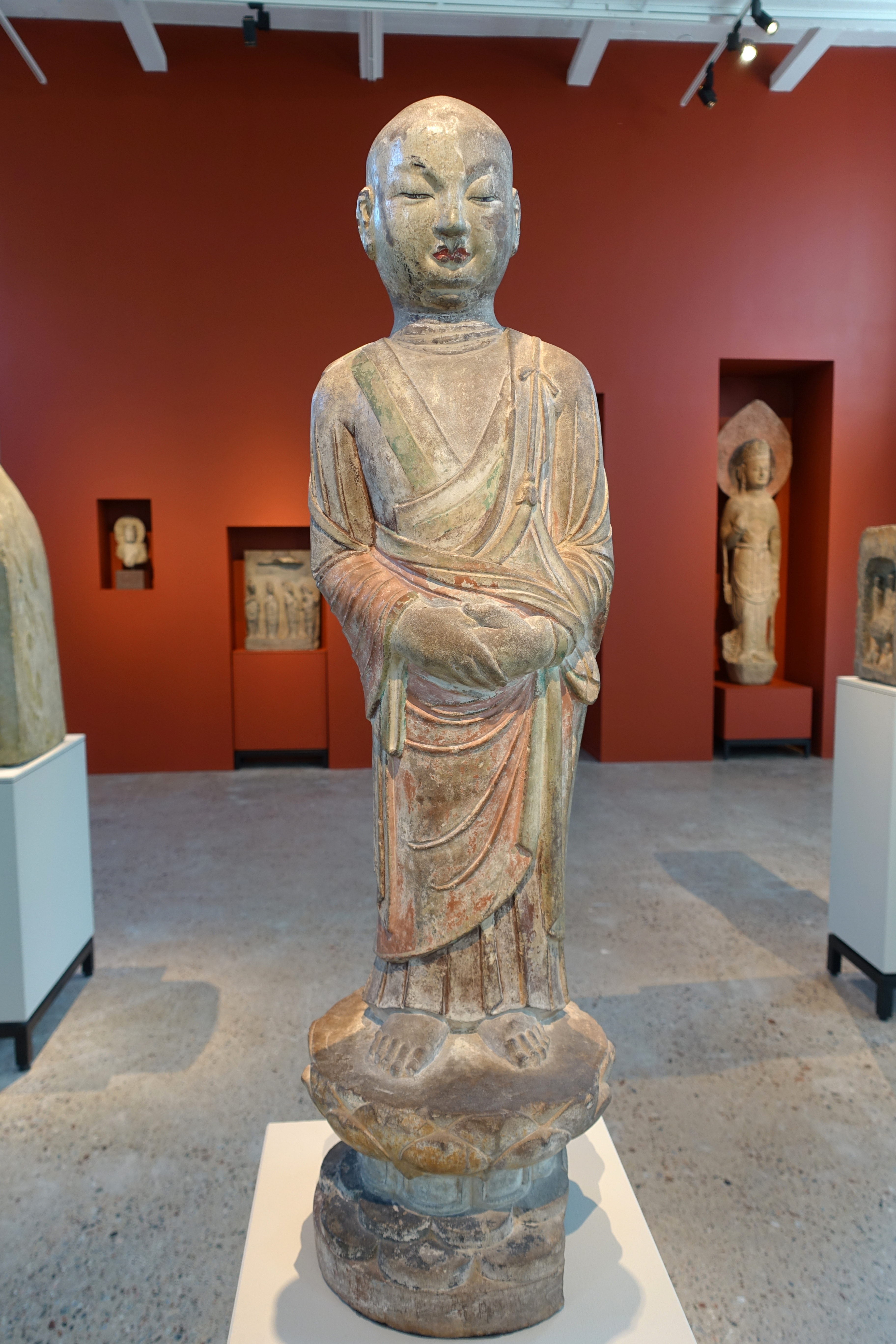
Tượng nhà sư ở Trung Quốc, có khả năng là A-nan-đà

A-nan-đà được sinh ra cùng thời với Phật (trước khi xuất gia là Thái tử Tất-đạt-đa), khoảng thế kỷ 5–4 TCN. Truyền thống kể rằng A-nan-đà là em họ của Phật – cha của ông là em trai của vua Tịnh Phạn (Suddhodana, tiếng Phạn: Śuddhodana) – cha của Thái tử Tất-đạt-đa. Theo truyền thống văn bản Pāli và Căn bản thuyết nhất thiết hữu bộ (tiếng Pali: Mūlasarvāstivāda), cha A-nan-đà là vua A-di-đô-đàn-na (tiếng Pali: Amitodana, tiếng Phạn: Amṛtodana) hay Cam Lộ Phạn (甘露飯); nhưng bộ Đại sự (tiếng Phạn: Mahāvastu) lại ghi là vua Túc-lô-đà-na (tiếng Pali: Śuklodana) hay Bạch Phạn (白飯王) – cả hai vị này đều là em trai của vua Tịnh Phạn. Đại sự cũng đề cập rằng mẹ của A-nan-đà tên là Mi-rơ-gî (Mṛgī, nghĩa là “con linh dương nhỏ”; tên Pāli không được nêu rõ). Theo truyền thống Pāli, Tôn giả A-nan-đà có cùng ngày sinh với Thái tử Tất-đạt-đa. Tuy nhiên, các văn bản thuộc Căn bản thuyết nhất thiết hữu bộ và về sau là Đại thừa lại nói rằng A-nan-đà được sinh ra đúng lúc Phật Thành đạo (khi Thái tử Tất-đạt-đa 35 tuổi), vì vậy tuổi của ông trẻ hơn Phật khá nhiều. Điều này được củng cố bởi nhiều chi tiết trong Kinh điển thời kỳ đầu, vốn mô tả A-nan-đà trẻ hơn Phật – chẳng hạn như có đoạn Phật giải thích cho A-nan-đà biết tuổi già đang ảnh hưởng đến Thân và Tâm ông như thế nào. Chi tiết này cũng được củng cố bởi một bài kệ trong Trưởng Lão Kệ (tiếng Pali: Theragāthā) tiếng Pāli, trong đó A-nan-đà nói rằng ông còn là “người đang học tập để tiến xa hơn” (tiếng Pali: sekha, bậc hữu học) trong 25 năm, sau đó mới làm thị giả cho Phật thêm 25 năm nữa.
Theo truyền thống văn bản Pāli, Hóa địa bộ Mahīśāsaka và Luật Tạng Dharmaguptaka, A-nan-đà xuất gia (trở thành Tỳ kheo) vào năm thứ hai sau khi Phật bắt đầu hoằng pháp, trong chuyến Phật trở về thăm quê hương Ca-tỳ-la-vệ (tiếng Pali: Kapilavatthu, tiếng Phạn: Kapilavastu).   được chính Phật làm lễ xuất gia cho, cùng với nhiều vương tử khác trong dòng họ Thích-ca (Pāli: Sākiya, Sanskrit: Śākya), tại vườn xoài A-dật-di (tiếng Pali: Anupiya) thuộc lãnh thổ bộ tộc Ma-la ((tiếng Pali: Malla). Theo một văn bản truyền thống Đại Chúng Bộ (Mahāsaṅghika), vua Tịnh Phạn mong muốn Phật có nhiều đệ tử thuộc giai cấp Sát-đế-ly (kṣaatriya, tức giai cấp chiến binh, quý tộc trị vì) hơn là đệ tử thuộc giai cấp Bà-la-môn (brāhmaṇa, giai cấp tu sĩ tế lễ). Vì lẽ đó, nhà vua đã yêu cầu nhiều vương tôn quý tộc gia nhập Tăng đoàn,  A-nan-đà đã tận dụng cơ hội này: ông đề nghị anh họ của mình là Đề-bà-đạt-đa hãy ở lại nhà, để ông được đi xuất gia. Mốc thời gian muộn hơn theo các văn bản Căn Bản Hữu Bộ và bài Trưởng Lão Kệ cho biết A-nan-đà thọ giới xuất  muộn hơn nhiều – khoảng hai mươi lăm năm trước khi Phật qua đời, tức năm thứ hai mươi trong thời kỳ Phật truyền pháp. Một số nguồn tiếng Phạn còn nói ông thọ giới trễ hơn nữa.
Các bản văn Căn bản Hữu Bộ về giới luật kể rằng những nhà tiên tri đã dự đoán A-nan-đà sẽ trở thành thị giả của Phật. Để ngăn A-nan-đà rời cung xuất gia, cha ông đã đưa ông đến Tỳ-xá-ly trong chuyến Phật về thăm Ca-tỳ-la-vệ, nhưng sau đó Phật vẫn gặp và giáo hóa A-nan-đà. Tương tự, Mahāvastu kể rằng Mṛgī ban đầu phản đối việc A-nan-đà xuất gia, vì anh của ông là Đề-bà-đạt-đa đã xuất gia rồi. A-nan-đà đối đáp sự phản đối của mẹ bằng cách dời đến vùng Videha (tiếng Phạn: Vaideha) sinh sống và phát nguyện giữ im lặng. Do đó ông có biệt hiệu ẩn sĩ trầm lặng xứ Videha (tiếng Phạn: Vaidehamuni) Khi A-nan-đà chính thức thọ đại giới, cha ông đã tổ chức lễ xuất gia cho ông tại Ca-tỳ-la-vệ, trong Ni-câu-luật viên  (tiếng Pali: Nigrodhārāma), với nhiều nghi thức long trọng. Thầy bổn sư của A-nan-đà là một vị có tên Thập Lực Ca Diếp (tiếng Phạn: Daśabāla Kāśyapa).
Theo truyền thống Pāli, các vị thầy đầu tiên của A-nan-đà là Belaṭṭhasīsa và Phú-lâu-na Mãn-đà-ni tử. Chính sự chỉ dạy của tỳ-kheo Phú-lâu-na đã dẫn dắt A-nan-đà chứng quả Nhập Lưu (Sanskrit: śrotāpanna), một giai đoạn tu chứng trước khi đắc quả A-la-hán. Sau này, A-nan-đà đã bày tỏ sự biết ơn của mình đối với Phú-lâu-na.
Một nhân vật quan trọng khác trong cuộc đời A-nan-đà là Xá-lợi-phất, một trong những đại đệ tử của Phật. Xá-lợi-phất thường giảng cho A-nan-đà những điểm vi tế của giáo lý; hai người thường sẻ chia mọi thứ với nhau, và tình bạn của họ được mô tả là rất tốt đẹp. Một số văn bản Căn bản Hữu Bộ cũng nhắc một tỳ-kheo này thuộc liên minh bộ tộc Bạt-kì (tiếng Pali: Vajji, được gọi là Bạt-kỳ-tử “(tiếng Pali: Vajjiputta)”),  sau khi nghe A-nan-đà thuyết pháp và nhận ra A-nan-đà vẫn chưa giác ngộ. Bạt-kỳ-tử đã khuyên A-nan-đà nên ít nói chuyện với người tại gia hơn và nên nhập rừng để tinh tấn thiền định – lời khuyên này đã ảnh hưởng mạnh mẽ đến A-nan-đà trong thời gian ông bị cấm tham dự kỳ kết tập lần thứ nhất do chưa đủ quả vị.

### Thị giả của Phật

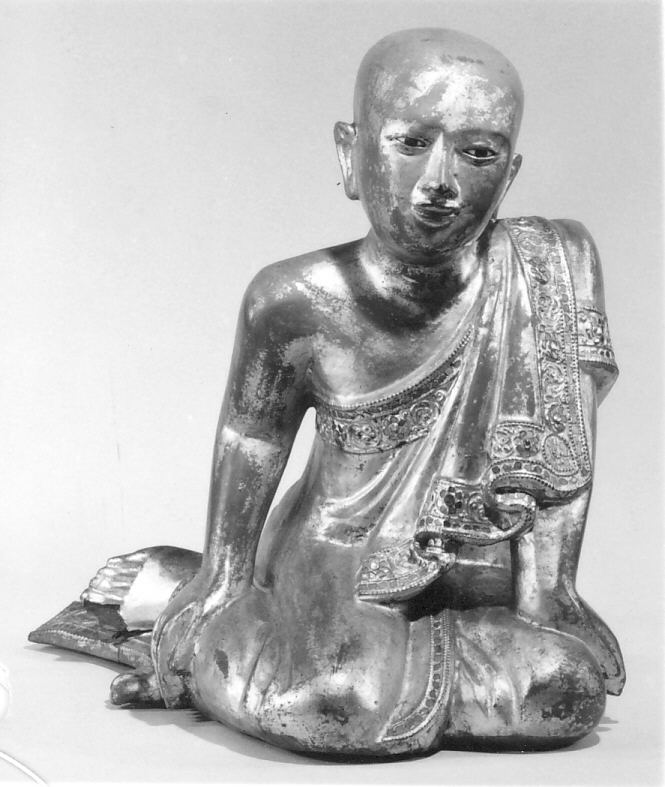
Tượng gỗ Miến Điện có niên đại thế kỷ 18 khắc họa A-nan-đà

Trong 20 năm đầu Phật hoằng pháp, ông đã có vài người thị giả luân phiên. Tuy nhiên, sau 20 năm đó, khi Phật khoảng 55 tuổi, Phật tuyên bố rằng ngài cần một thị giả thường trực. Khi này Phật đã lớn tuổi, và những thị giả trước đó đôi khi chưa chu toàn nhiệm vụ. Ban đầu, một số đại đệ tử đã xung phong, nhưng Phật không chấp nhận. Trong khi đó, A-nan-đà vẫn giữ im lặng. Khi Phật hỏi tại sao, ông thưa rằng Phật tự biết rõ ai là người thích hợp nhất, và ngay sau đó Phật đã chọn A-nan-đà.
A-nan-đà đồng ý đảm nhiệm vị trí thị giả, với điều kiện ông sẽ không nhận bất kỳ hình thức lợi lộc vật chất hay biệt đãi nào từ Phật. Ông lý luận rằng nếu nhận những lợi ích như vậy, người đời sẽ chỉ trích rằng ông chọn làm thị giả vì động cơ vụ lợi. Ông cũng thỉnh cầu Phật cho phép mình thay Phật nhận các lời thỉnh mời của bá tánh, được phép hỏi Phật về giáo pháp, và được nhắc lại bất kỳ lời dạy nào mà Phật đã thuyết khi Phật vắng mặt. Những thỉnh cầu này sẽ giúp mọi người thêm tin tưởng A-nan-đà và cho thấy Phật thấu hiểu cho thị giả của mình. Hơn nữa, A-nan-đà cho rằng đó mới chính là những lợi ích thực sự của việc làm thị giả hầu cận bên Phật, nên ông mới đưa ra các thỉnh cầu ấy.
Phật chấp thuận các điều kiện của A-nan-đà, và A-nan-đà trở thành thị giả của Phật, theo hầu ngài trong hầu hết các chuyến du hành hoằng hóa. A-nan-đà lo liệu các nhu cầu thường nhật cho Phật, như dâng nước và quét dọn tịnh thất của ngài. Ông được mô tả là người tinh tế và tận tụy, thậm chí canh gác chỗ ở của Phật vào ban đêm. A-nan-đà thường đóng vai trò người đối thoại trong nhiều bài kinh được ghi lại. Ông đã làm thị giả cho Phật tổng cộng 25 năm, một trách nhiệm đòi hỏi rất nhiều công sức. Mối quan hệ giữa ông và Phật được mô tả là ấm áp và đầy tin cậy: Khi Phật lâm bệnh, A-nan-đà cũng sinh bệnh do quá thương cảm; khi Phật già yếu, A-nan-đà vẫn tận tụy chăm sóc ngài.
A-nan-đà đôi khi thực sự có thể liều mình vì Phật. Có lần, khi Đề-bà-đạt-đa tìm cách mưu sát Phật bằng cách thả voi Na-la-kiệt (tiếng Phạn: Nālāgiri) đang say xông tới Phật. A-nan-đà liền đứng chắn trước Phật để bảo vệ ngài. Phật bảo ông tránh ra, nhưng ông không tuân – dù bình thường ông luôn vâng lời Phật. Bằng thần thông (iddhi), Phật đã bốc A-nan-đà sang một bên và thuần phục con voi hung dữ bằng cách chạm vào nó và dùng lòng từ bi khuyên nhủ. A-nan-đà thường làm các vai trò người trung gian và thư ký: truyền đạt thông điệp từ Phật, báo cho Phật các tin tức, lời thỉnh nguyện hay nhu cầu của cư sĩ, và hướng dẫn cư sĩ muốn cúng dường đến Tăng đoàn. Một dịp nọ, Ma-ha Ba-xà-ba-đề (tiếng Pali: Mahāpajāpatī Gotamī), dưỡng mẫu của Phật, thỉnh nguyện được dâng riêng một tấm y cho Phật. Bà nói rằng tuy bà đã nuôi dưỡng Phật khi còn bé, bà chưa bao giờ tự tay tặng ngài thứ gì; nay bà muốn làm điều đó. Ban đầu Phật nhất quyết bảo bà nên cúng dường tấm y ấy cho cả Tăng đoàn hơn là với cá nhân ngài. Tuy nhiên, A-nan-đà đã đứng ra hòa giải, đề nghị Phật nên nhận tấm y. Cuối cùng Phật đồng ý, nhưng ngài lưu ý A-nan-đà rằng những việc thiện như bố thí nên được làm vì chính việc thiện ấy, chứ không phải vì một người nào.
Các kinh văn chép rằng có đôi dịp Phật nhờ A-nan-đà thay ngài thuyết pháp, và ông thường được Phật khen ngợi về những lời giáo huấn của mình. A-nan-đà hay được giao những nhiệm vụ giảng dạy quan trọng, như thường xuyên giáo hóa Hoàng hậu Ma-lị-ca (tiếng Phạn: Mallikā), Hoàng hậu Sa-ma-bà-đề (tiếng Phạn: Sāmāvatī) và các vương tôn quý tộc khác. Một lần, A-nan-đà thuyết pháp cho các phi tần của Ưu Điền Vương (tiếng Phạn: Udayana). Họ ấn tượng với A-nan-đà đến mức đã cúng dường ông năm trăm tấm y, và A-nan-đà đã nhận tất cả. Nghe chuyện, Ưu Điền Vương chỉ trích A-nan-đà tham lam; A-nan-đà giải thích rằng từng tấm y đều được tăng chúng sử dụng, tái sử dụng và tận dụng kỹ lưỡng, khiến nhà vua cảm phục và cúng dường thêm năm trăm tấm y nữa. A-nan-đà cũng đóng vai trò trong chuyến Phật thăm Tỳ-xá-ly. Trong câu chuyện này, Phật dạy bài kinh Châu Báu cho A-nan-đà, rồi A-nan-đà tụng bài kinh ấy ở Tỳ-xá-ly, giúp thành phố thoát khỏi dịch bệnh, hạn hán và ma quỷ. Một đoạn nổi tiếng khác, trong đó Phật dạy A-nan-đà về thiện hữu tri thức (tiếng Pali: kalyāṇamittatā). Trong đoạn này, A-nan-đà nói rằng tình bạn tâm linh là một nửa của đời sống phạm hạnh; Phật sửa lại rằng tình bạn ấy là toàn bộ đời sống phạm hạnh. Tóm lại, A-nan-đà đã làm trợ lý, trung gian và phát ngôn viên, giúp Phật đủ mọi cách trong quá trình truyền bá giáo pháp của Phật.

### Chống lại cám dỗ
A-nan-đà được mô tả là một người có có dung mạo khôi ngô. Một ghi chép tiếng Pāli ghi rằng có một tỳ-kheo ni đem lòng yêu mến A-nan-đà, và bà này đã giả bệnh để A-nan-đà đến thăm. Khi nhận ra sai lầm của mình, cô đã sám hối với A-nan-đà.
Câu chuyện khác kể rằng một cô gái tên Ma-đăng-già (tiếng Phạn: Prakirti), trong tiếng Hán được viết là 摩登伽女, Módēngqiénǚ) phải lòng A-nan-đà, và đã thuyết phục mẹ mình là Mātaṅgī dùng hắc thuật để mê hoặc ông. Hắc thuật hiệu nghiệm, A-nan-đà bị dụ vào nhà cô, nhưng ông bừng tỉnh và cầu cứu Phật. Phật liền dạy Ma Ðăng Già quán tưởng những điều bất tịnh của thân thể, và cuối cùng Ma Ðăng Già đã xuất gia làm tỳ-kheo ni, từ bỏ sự luyến ái với A-nan-đà và sau đó đắc quả A-la-hán.
Trong một dị bản Đông Á của chuyện này trong Kinh Thủ Lăng Nghiêm, Phật sai Văn-thù-sư-lợi đến giúp A-nan-đà, vị Bồ Tát dùng chú để hóa giải bùa. Phật sau đó dạy thêm cho A-nan-đà và những người nghe về Phật tính.

### Thành lập Ni đoàn

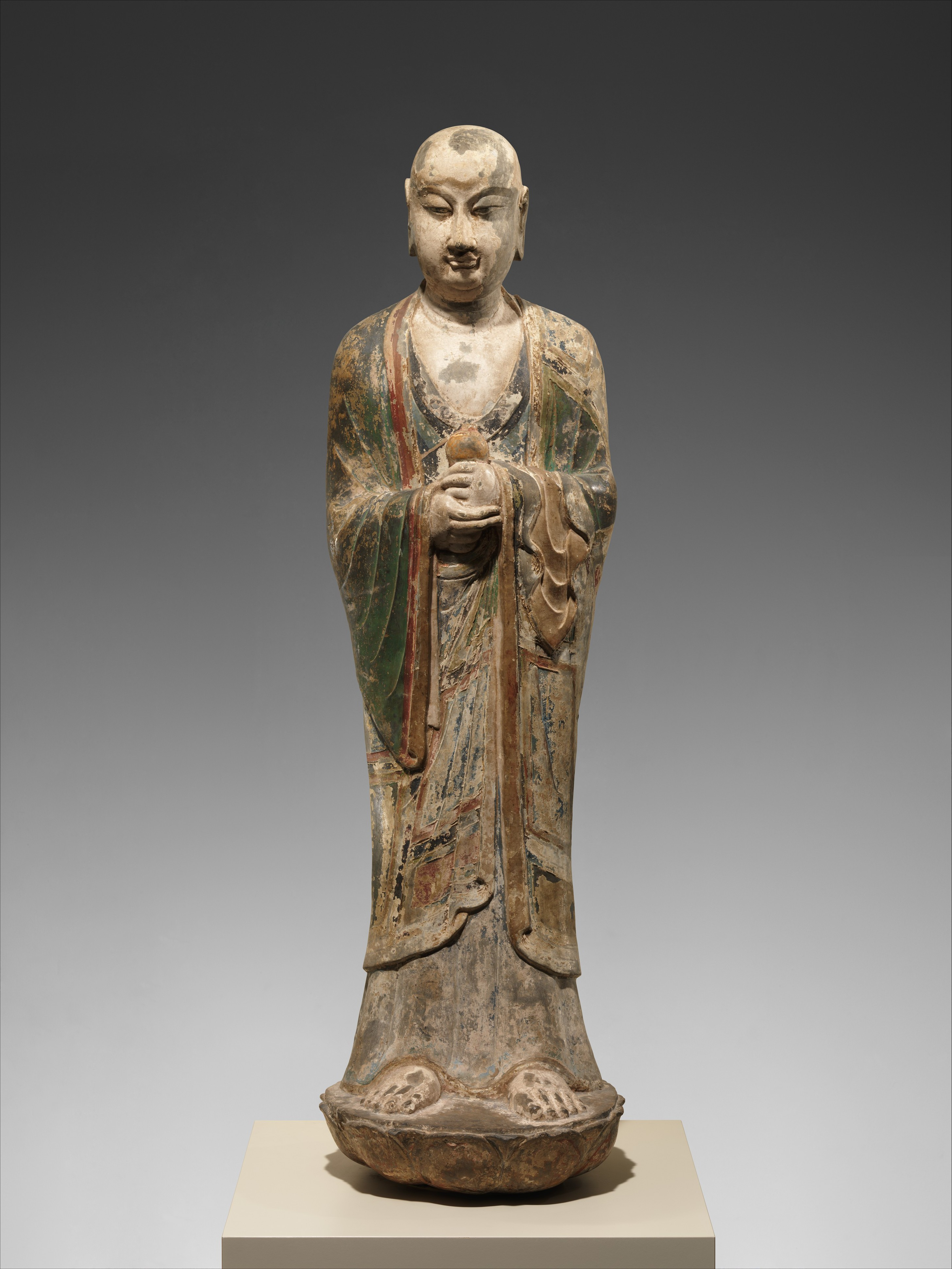
Tượng đá vôi Trung Quốc thế kỷ 8 khắc họa A-nan-đà

Đóng vai trò trung gian giữa Phật và cư sĩ, A-nan-đà đôi khi đã đề xuất với Phật những điều chỉnh về giới luật. Quan trọng nhất, các văn bản sơ kỳ ghi nhận việc phụ nữ được thu nhận vào Tăng đoàn ban đầu chính là nhờ A-nan-đà.
Mười lăm năm sau khi Phật thành đạo, dưỡng mẫu của Phật là hoàng hậu Ma-ha Ba-xà-ba-đề đến xin ngài cho phép bà được xuất gia làm tỳ-kheo ni đầu tiên. Ban đầu Phật từ chối. Năm năm sau, Ma-ha Ba-xà-ba-đề lại thỉnh cầu, lần này cùng một đoàn phụ nữ Thích-ca khác, kể cả vợ cũ của Phật là Da-du-đà-la (tiếng Phạn: Yaśodarā). Họ đã đi bộ 500 km, trông vừa dơ bẩn, mệt mỏi vừa phiền muộn, khiến A-nan-đà động lòng trắc ẩn. A-nan-đà liền hỏi Phật xác nhận rằng phụ nữ cũng có thể chứng ngộ, phải không. Phật thừa nhận đúng vậy, nhưng vẫn chưa cho những người phụ nữ Thích-ca kia xuất gia. A-nan-đà bèn thưa về việc Ma-ha Ba-xà-ba-đề đã nuôi dưỡng Phật thời thơ ấu sau khi mẹ ruột Phật là hoàng hậu Maya mất. A-nan-đà cũng nhắc rằng các vị Phật quá khứ cũng từng cho phép phụ nữ xuất gia. Cuối cùng Phật đồng ý cho những phụ nữ Thích-ca được xuất gia, đánh dấu sự ra đời của Ni đoàn. A-nan-đà đã làm lễ xuất gia cho Ma-ha Ba-xà-ba-đề bằng cách để bà chấp nhận một tập quy chế do Phật đặt ra. Tập quy chế này về sau được gọi là Bát kỉnh pháp, quy định mối quan hệ phụ thuộc của Ni đoàn đối với cộng đồng tỳ-kheo nam. Nhà nghiên cứu Reiko Ohnuma cho rằng món nợ ân tình mà Phật mang đối với dưỡng mẫu Ma-ha Ba-xà-ba-đề có lẽ là lý do chính khiến ngài nhượng bộ trong việc thành lập Ni đoàn.
Nhiều học giả diễn giải câu chuyện này theo hướng Phật vốn miễn cưỡng cho phụ nữ xuất gia, và A-nan-đà đã thành công thuyết phục Phật đổi ý. Ví dụ, nhà Ấn Độ học I.B. Horner viết rằng “đây là trường hợp duy nhất Phật bị thuyết phục quá mức trong tranh luận”. Tuy nhiên, một số học giả khác cho rằng việc Phật ban đầu từ chối chỉ là để thử quyết tâm, theo mô thức phổ biến trong kinh điển Pāli và thủ tục tu viện là phải thỉnh cầu ba lần mới được chấp nhận. Một số người còn lập luận rằng Phật được các đệ tử tin là bậc toàn tri, nên khó có khả năng ngài bị mô tả là đổi ý. Các học giả khác thì cho rằng những đoạn kinh khác cho thấy Phật thực ra đã chủ định lập Ni đoàn từ trước. Dù sao đi nữa, khi chấp nhận cho phụ nữ gia nhập Tăng đoàn, Phật bảo A-nan-đà rằng Chánh pháp của Phật sẽ suy giảm sớm hơn do điều này. Vào thời điểm đó, Tăng đoàn chỉ gồm các nam tu khất sĩ vân du, chưa có nhiều cơ sở tu viện. Việc cho phép phụ nữ nhập đời sống tu hành có thể dẫn đến chia rẽ và cám dỗ giữa hai giới. Tuy nhiên,  phép Bát kính pháp (tiếng Pali: garudhamma) được đặt ra nhằm giải quyết các vấn đề đó và ngăn chặn giáo đoàn khỏi nguy cơ suy giảm sớm.

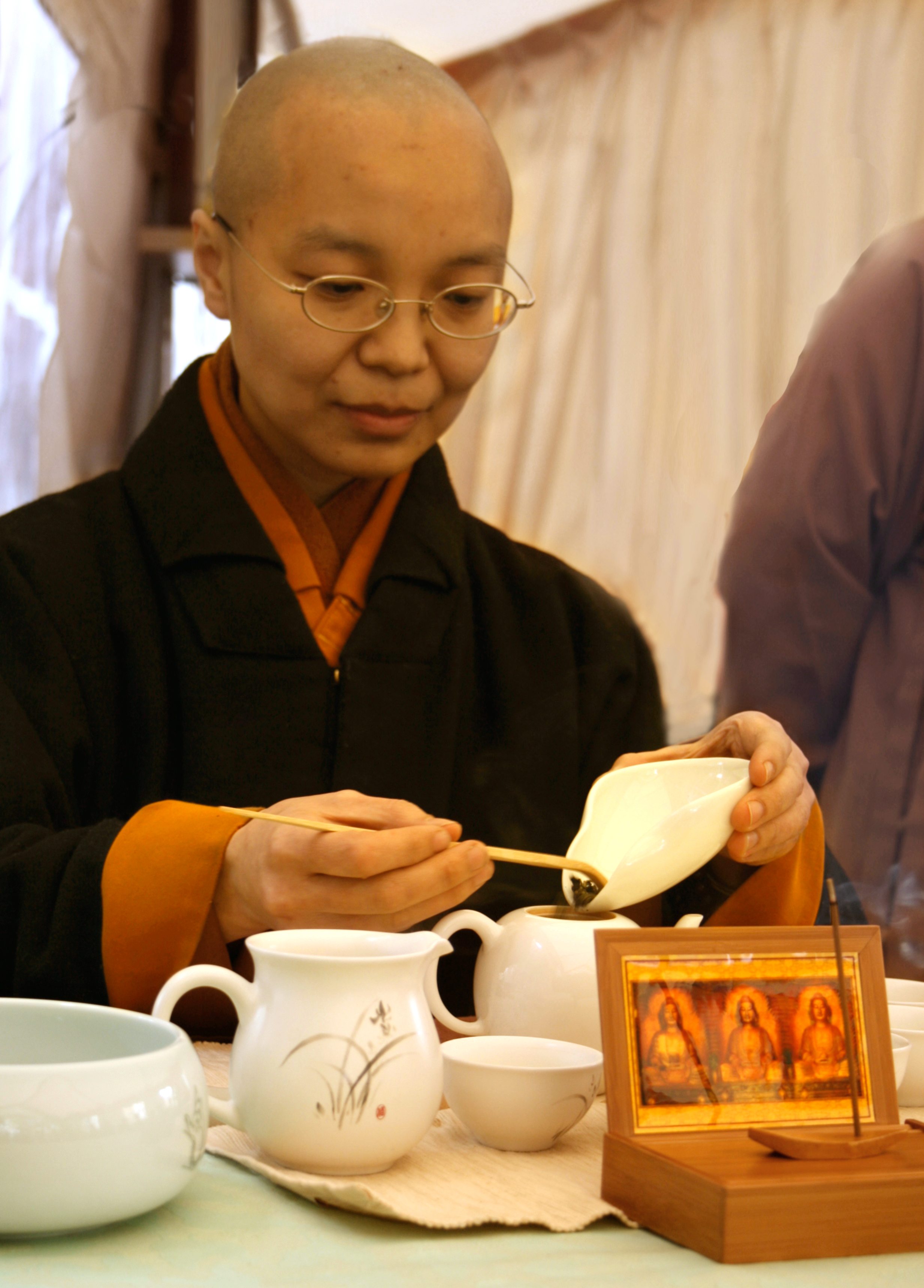
Một ni cô Đài Loan đang lễ bái; các văn bản sơ kỳ ghi nhận việc phụ nữ được thu nhận vào tăng đoàn ban đầu là nhờ công của A-nan-đà.

Truyền thống kể về việc thành lập Ni đoàn có một số mâu thuẫn thời gian. Theo văn bản Pāli và Hóa Địa bộ, Ni đoàn được thành lập năm năm sau khi Phật thành đạo, nhưng theo hầu hết các văn bản truyền thống , A-nan-đà chỉ trở thành thị giả hai mươi năm sau khi Phật thành đạo.
Hơn nữa, Ma-ha Ba-xà-ba-đề là dưỡng mẫu của Phật, nên chắc chắn bà lớn tuổi hơn ngài nhiều. Tuy nhiên, sau khi Ni đoàn được thành lập, Ma-ha Ba-xà-ba-đề vẫn còn nhiều lần yết kiến Phật như ghi nhận trong các văn bản sơ kỳ Pāli và Hán tạng. Vì lý do này và các lý do khác, có thể suy luận rằng Ni đoàn thực ra được thành lập từ sớm trong thời kỳ Phật truyền pháp. Nếu vậy, vai trò của A-nan-đà trong việc thành lập Ni đoàn trở nên kém chắc chắn. Do đó, một số học giả diễn giải rằng các tên “A-nan-đà” và “Ma-ha Ba-xà-ba-đề” trong câu chuyện chỉ mang tính biểu tượng, đại diện cho các nhóm người hơn là cá nhân cụ thể.
Trong kinh điển, vai trò của A-nan-đà trong việc thành lập Ni đoàn đã khiến ông được các tỳ-kheo ni yêu mến. A-nan-đà thường giảng dạy cho các tỳ-kheo ni, thường khuyến khích phụ nữ xuất gia, và khi ông bị Ma-ha Ca-diếp chỉ trích, một số tỳ-kheo ni đã ra mặt bảo vệ ông. Theo nhà nghiên cứu Oskar von Hinüber, chính thái độ ủng hộ Ni đoàn của A-nan-đà có thể là lý do giữa ông và Ma-ha Ca-diếp thường xảy ra tranh luận, và cuối cùng Ma-ha Ca-diếp đã buộc tội A-nan-đà nhiều vi phạm (apatti) trong kỳ kết tập kinh điển lần thứ nhất. Von Hinüber còn lập luận rằng rất có thể A-nan-đà mới là người khởi xướng việc lập Ni đoàn sau khi Phật qua đời, và việc đưa Ma-ha Ba-xà-ba-đề vào làm người thỉnh cầu chỉ là một dụng ý văn học nhằm gắn việc nữ giới xuất gia với bản thân Phật (qua trung gian dưỡng mẫu của ngài). Ông kết luận điều này dựa trên một và chi tiết trong các văn bản sơ kỳ, bao gồm sự khoảng cách rõ rệt giữa Phật và Ni đoàn, cùng những cuộc tranh luận và khác biệt quan điểm thường xảy ra giữa A-nan-đà và Ma-ha Ca-diếp. Một số học giả nhận thấy lập luận của von Hinüber về các phe ủng hộ và phản đối Ni đoàn là có giá trị.

### Phật nhập Niết-bàn

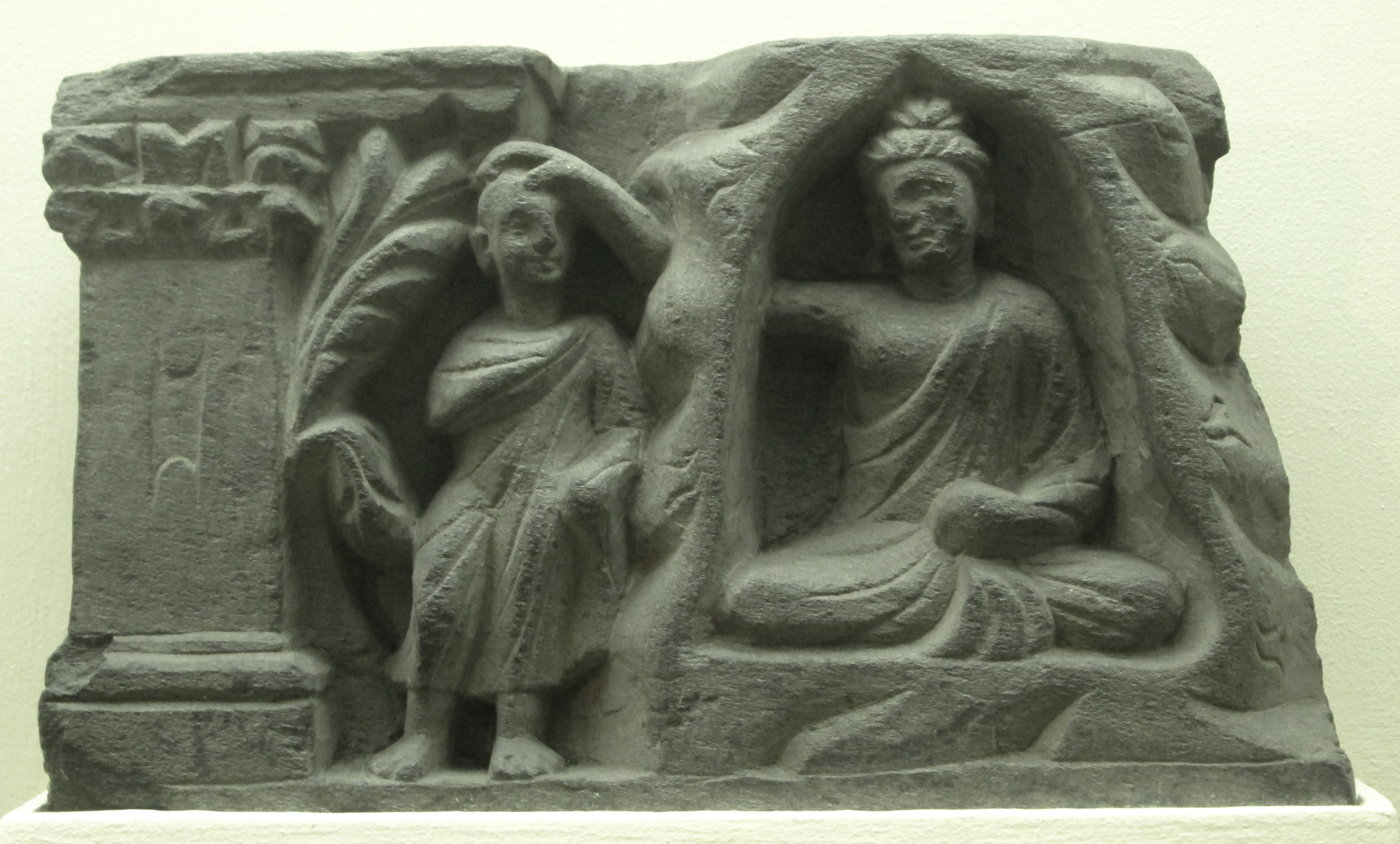
Tượng khắc họa Phật an ủi A-nan-đà tại núi Linh Thứu, Vương Xá, Ấn Độ.

Mặc dù là tỳ-kheo gắn bó lâu dài và gần gũi bên Phật, kinh điển mô tả A-nan-đà vẫn chưa chứng quả A-la-hán khi Phật còn sống. Vì vậy, một đồng tu tên Udāyī (tiếng Phạn: Udāyin) đã chế nhạo ông. Phật liền quở trách Udāyī, nói rằng A-nan-đà chắc chắn sẽ đắc quả A-la-hán trong kiếp này.
Kinh Đại Bát Niết-bàn ghi lại chuyến du hành kéo dài một năm cuối cùng của Thích-ca Mâu-ni cùng A-nan-đà, từ Vương Xá (tiếng Phạn: Rājagṛha) đến thị trấn nhỏ Câu-thi-na (tiếng Phạn: Kuśinagara), trước khi Phật nhập Niết-bàn tại đó. Trước khi đến Câu-thi-na, Phật đã an cư mùa mưa (an cư kiết hạ) tại Veḷugāma (tiếng Phạn: Veṇugrāmaka), rời khỏi vùng Tỳ-xá-ly đang chịu nạn đói. Tại đây, Phật khi ấy 80 tuổi và truyền ý muốn nói chuyện với Tăng đoàn lần nữa. Trước đó ở Tỳ-xá-ly, Phật lâm bệnh nặng, khiến một số đệ tử lo lắng. A-nan-đà hiểu rằng Phật muốn để lại những chỉ dẫn cuối cùng trước khi qua đời. Phật tuyên bố ngài đã giảng dạy đầy đủ mọi điều cần thiết, không giữ lại điều gì bí mật như một vị thầy với “nắm tay giấu kín”. Ông cũng nhấn mạnh với A-nan-đà rằng Tăng đoàn không nên quá lệ thuộc vào một lãnh đạo, kể cả bản thân của Phật. Sau đó, Phật đưa ra lời tuyên bố nổi tiếng rằng hãy lấy giáo pháp của ngài làm chỗ nương tựa, tự mình làm nơi nương tựa cho chính mình, không nương tựa bất kỳ ai khác, kể cả sau khi Phật qua đời. André Bareau cho rằng đây là một trong những phần cổ xưa nhất của kinh, sau này được tìm thấy với chút biến thể trong năm truyền thống văn bản sơ kỳ khác nhau:
“Hơn nữa, tình tiết tuyệt đẹp này, cảm động với sự cao quý và chân thực về mặt tâm lý đối với cả A-nan-đà và Đức Phật, dường như bắt nguồn từ thời rất xa, khi các tác giả – cũng như các đệ tử khác – vẫn coi Đấng Thế Tôn là một con người, một bậc thầy vô cùng đáng kính nhưng chưa hề thần thánh hóa, được gán cho những hành vi và lời nói hoàn toàn con người, đến nỗi người ta có cảm tưởng đây có thể là ký ức về một cảnh thực mà A-nan-đà đã kể lại cho Tăng chúng trong những tháng sau khi Đức Phật nhập Niết-bàn.”

Cùng kinh này có thuật rằng trong nhiều dịp, Phật ngầm gợi ý rằng ngài có thể kéo dài thọ mạng đến trọn một đại kiếp nhờ thần thông, nhưng đó là một năng lực ông phải được thỉnh cầu mới thi triển. Do tâm trí lơ đễnh, A-nan-đà đã không hiểu gợi ý đó. Về sau, A-nan-đà có thỉnh cầu Phật trụ thế lâu hơn, nhưng Phật đáp đã quá trễ, vì ngài sắp viên tịch. Thiên Ma Ba Tuần, hiện thân của ác nghiệp, đã đến thăm Phật và ông quyết định sẽ nhập Niết-bàn sau ba tháng. Nghe vậy, A-nan-đà bật khóc. Nhưng Phật an ủi, chỉ ra rằng A-nan-đà đã là một thị giả tuyệt vời, luôn nhạy bén với nhu cầu của từng người. Nếu ông nỗ lực tinh tấn, ông sẽ sớm chứng quả A-la-hán. Phật nhắc A-nan-đà rằng mọi pháp hữu vi đều vô thường – ai rồi cũng phải chết.

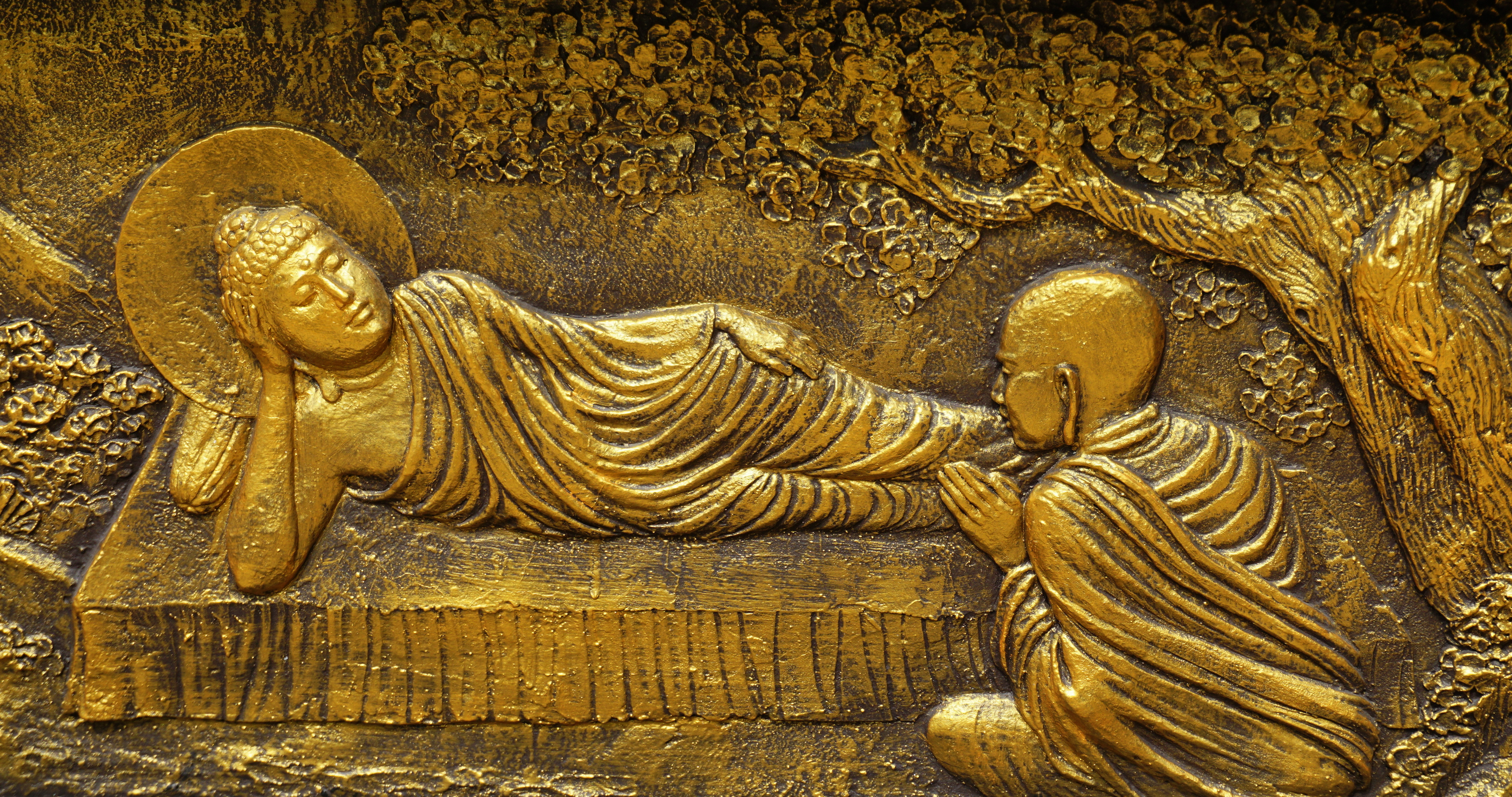
Phù điêu Đông Java khắc họa Phật trong những ngày cuối và A-nan-đà

Trong những ngày cuối đời, Phật đến Câu-thi-na. Tại khu rừng nhỏ Sa La Song Thọ, Phật bảo A-nan-đà chuẩn bị chỗ nằm giữa hai cây sala – cùng loại cây mà mẹ Phật đã sinh ngài dưới gốc. Phật sau đó bảo A-nan-đà thỉnh mời bộ tộc Malla ở Câu-thi-na đến viếng Phật lần cuối. Khi trở lại, A-nan-đà hỏi Phật nên xử lý nhục thân ngài ra sao sau khi ngài qua đời; Phật đáp hãy trà tỳ (hỏa táng) và đưa ra chỉ dẫn chi tiết cách thực hiện. Phật cấm A-nan-đà không tham gia trực tiếp, mà chỉ hướng dẫn người Malla làm lễ, do đó nhiều học giả hiểu rằng Phật cấm chư tăng tham dự tang lễ hay thờ phụng tháp xá lợi. Tuy nhiên, học giả Gregory Schopen lưu ý rằng lệnh cấm này chỉ áp dụng cho A-nan-đà, và chỉ đối với tang lễ của Phật mà thôi. Cũng có nghiên cứu cho rằng các chỉ dẫn về tang lễ này xuất hiện khá muộn – cả về nội dung lẫn việc được thêm vào văn bản – và không có trong các bản kinh song song, trừ Kinh Đại Bát Niết-bàn.
A-nan-đà tiếp đó hỏi Phật rằng các Phật tử nên tôn kính Phật sau khi ngài qua đời thế nào. Phật trả lời bằng cách liệt kê bốn địa điểm quan trọng trong cuộc đời ngài mà mọi người có thể đến chiêm bái, về sau trở thành bốn Thánh địa chính của Phật giáo. Trước khi nhập Niết-bàn, A-nan-đà đề nghị Phật chuyển đến một thành phố “ý nghĩa” hơn, nhưng Phật chỉ ra thị trấn này từng là một kinh đô hùng mạnh. A-nan-đà hỏi ai sẽ là vị Thầy tiếp theo sau khi Phật qua đời, Phật đáp rằng giáo pháp và giới luật của ngài sẽ là bậc Đạo sư thay thế. Điều này có nghĩa các quyết định sẽ được đưa ra qua đồng thuận trong Tăng đoàn, và hơn nữa, giờ đây tăng chúng và tín đồ phải lấy kinh điển Phật giáo làm kim chỉ nam, vì Phật sắp viên tịch.
Phật đưa ra một số chỉ dẫn trước khi viên tịch, trong đó có việc chỉ thị rằng cựu xa phu của ngài là Sa-nặc (tiếng Phạn: Chandaka) phải bị chúng tăng khai trừ để hạ bớt niềm kiêu hãnh của ông ta. Trong giây phút cuối, Phật hỏi có ai có thắc mắc gì cần hỏi ngài không – cơ hội cuối cùng để giải trừ nghi hoặc. Không ai lên tiếng, A-nan-đà hoan hỷ nói rằng tất cả các đệ tử hiện diện đều đã đạt đến mức không còn hoài nghi gì giáo pháp của Phật. Nhưng Phật chỉ ra rằng A-nan-đà nói vậy là do niềm tin chứ không phải do tuệ giác thiền định của ông – một lời quở trách cuối cùng. Phật nói thêm rằng trong năm trăm tỳ-kheo vây quanh ngài, ngay cả người “cuối cùng” hay “chậm nhất” (tiếng Pali: pacchimaka) cũng đã đạt tầng thánh Dự Lưu (tiếng Pali: sotāpanna). Điều khích lệ này, Phật ngụ ý nhắc và khen A-nan-đà.
Trong khi Phật nhập Niết-bàn, tôn giả A-na-luật đã dùng thần lực thiền định để thấy được các giai đoạn Phật trải qua trước khi diệt độ. Nhưng A-nan-đà không làm được điều đó, cho thấy tu chứng của ông còn kém hơn. Sau khi Phật qua đời, A-nan-đà tụng đọc mấy bài kệ bày tỏ cảm giác than trách sâu sắc (Pāli: saṃvega), xúc động mạnh trước sự kiện này:
“Kinh hoàng đại địa rung chuyển, dựng tóc gáy người phàm,
Khi Đức Phật toàn giác băng hà.”

Không lâu sau đại hội kết tập, A-nan-đà đích thân truyền đạt chỉ thị của Phật cho Sa-nặc. Sa-nặc lo sợ và bừng tỉnh, nhân đó đó tu tập và đắc quả A-la-hán, và Tăng đoàn đã bãi bỏ hình phạt đối với Sa-nặc. A-nan-đà đi đến đến Xá-vệ (Sanskrit: Śrāvastī), nơi dân chúng đang chìm trong đau buồn; ông đã an ủi họ bằng giáo lý vô thường. Sau đó, A-nan-đà trở về tịnh thất của Phật và thực hiện các công việc thường ngày trước đây ông vẫn làm khi Phật còn tại thế, như chuẩn bị nước và quét dọn tịnh thất. Xong, ông đảnh lễ và trò chuyện với tịnh thất như thể Phật vẫn còn ở đó. Các bản chú giải Pāli nói rằng A-nan-đà làm vậy do lòng tôn kính, nhưng cũng vì ông “chưa dứt sạch các lậu hoặc”.

### Đại hội kết tập kinh điển lần thứ nhất

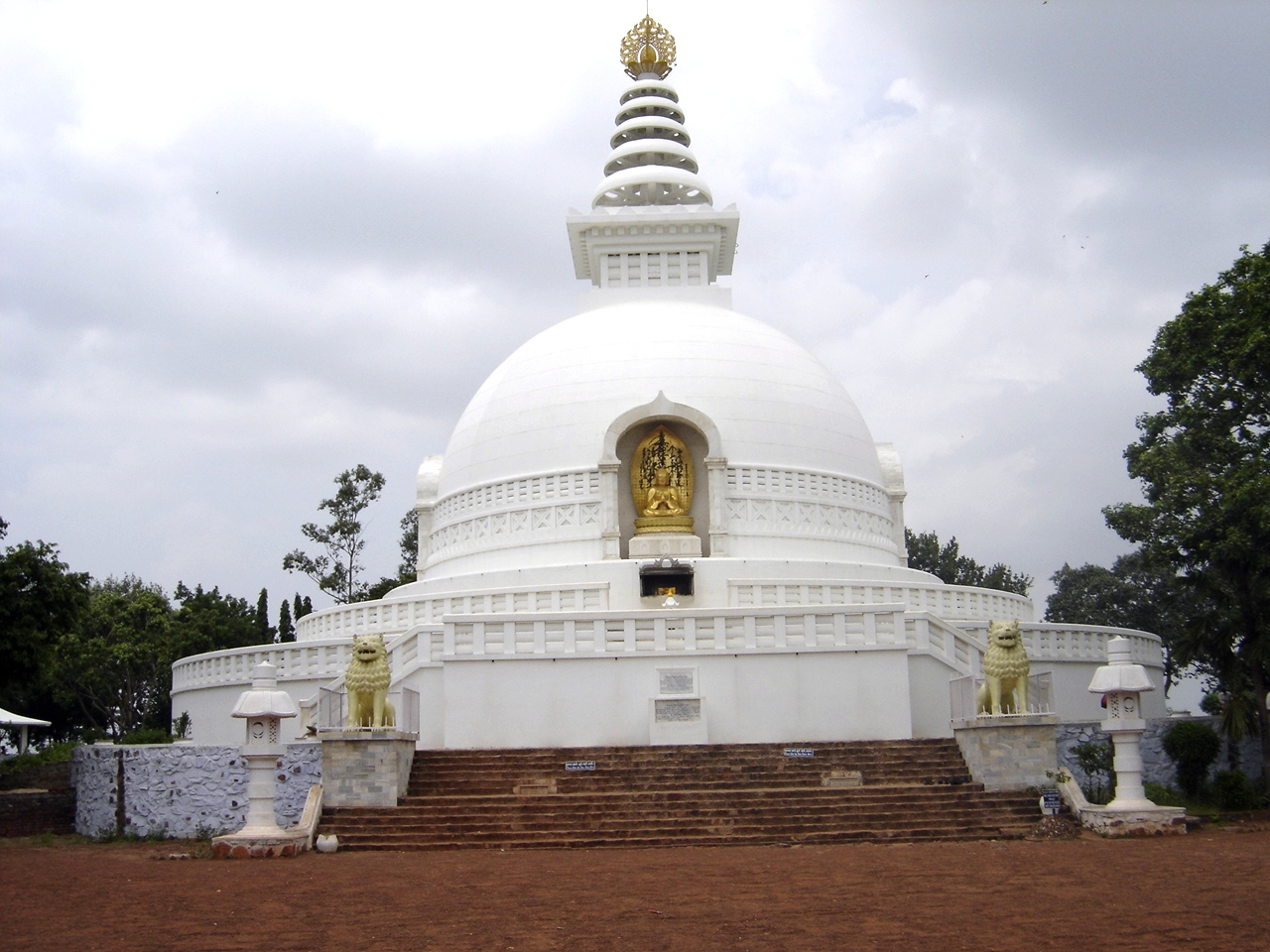
Theo kinh điển Phật giáo, Đại hội kết tập kinh điển lần thứ nhất được tổ chức tại Thành Vương Xá (Rājagaha).

#### Lệnh cấm tham dự
Theo các văn bản ghi lại, Đại hội kết tập kinh điển Phật giáo lần thứ nhất được tổ chức tại thành Vương Xá. Vào mùa an cư (vassa) đầu tiên sau khi Phật qua đời, tỳ-kheo trưởng lão Ma-ha Ca-diếp đã thỉnh cầu A-nan-đà tụng lại những bài kinh mà ông đã được nghe, như một người đại diện tại đại hội này.
Có một quy định rằng chỉ những đệ tử đã giác ngộ hoàn toàn (arahants – A-la-hán) mới được phép tham dự đại hội, việc này nhằm tránh để các phiền não làm lu mờ ký ức của các vị đệ tử. Tuy nhiên, A-nan-đà vẫn chưa đắc quả A-la-hán dù là đệ tử thân cận hàng đầu của Phật, khác với các thành viên còn lại của đại hội gồm 499 vị A-la-hán. Vì vậy, Ma-ha Ca-diếp đã cấm A-nan-đà tham dự. Mặc dù ông biết rằng sự có mặt của A-nan-đà tại đại hội là cần thiết, ông không muốn thiên vị bằng cách tạo ra ngoại lệ cho quy định này. Theo truyền thống Căn bản Thuyết Nhất Thiết Hữu Bộ, Ma-ha Ca-diếp ban đầu cho phép A-nan-đà tham dự như một người phục vụ giúp việc trong đại hội, nhưng sau đó buộc phải yêu cầu ông rời khỏi khi tôn giả A-na-luật nhận thấy A-nan-đà chưa chứng ngộ.
Việc cấm này khiến cho A-nan-đà cảm thấy xấu hổ, nhưng cũng chính điều đó đã thúc đẩy ông chuyên tâm nỗ lực tu tập để đạt giác ngộ trước khi đại hội bắt đầu. Các bản văn Căn bản Thuyết Nhất Thiết Hữu Bộ bổ sung rằng ông cảm thấy có động lực khi nhớ lại lời Phật dạy trước khi mất rằng mỗi người phải tự mình nương tựa chính mình, và khi ông được A-na-luật cùng Vajjiputta (thị giả của ông) an ủi và khuyên nhủ. Đêm trước ngày khai mạc, ông đã tập trung tu thiền hết sức để đạt được giác ngộ. Một lúc sau, A-nan-đà tạm nghỉ và quyết định nằm xuống nghỉ ngơi. Ngay khi ông giữa trạng thái ngồi và nằm, ông chứng ngộ A-la-hán. Do vậy, A-nan-đà được biết đến là vị đệ tử đạt giác ngộ “không trong một tư thế tứ oai nghi” truyền thống nào (đi, đứng, ngồi hoặc nằm). Sáng hôm sau, để chứng tỏ mình đã giác ngộ, A-nan-đà đã thị hiện một thần thông: ông chui xuống lòng đất và xuất hiện ngay trên chỗ ngồi của mình tại đại hội (hoặc, theo một số nguồn khác, ông bay trên không trung mà đến). Các học giả như nhà Phật học André Bareau và nhà nghiên cứu tôn giáo Ellison Banks Findly đều hoài nghi nhiều chi tiết trong tường thuật này, bao gồm cả con số người tham dự đại hội cũng như câu chuyện A-nan-đà giác ngộ ngay trước thềm đại hội. Dù sao đi nữa, ngày nay câu chuyện về nỗ lực của A-nan-đà vào đêm trước đại hội vẫn được lưu truyền trong giới Phật tử như một lời khuyên trong thực hành thiền định: không được bỏ cuộc, nhưng cũng không được quá chấp vào việc hành trì một cách cứng nhắc.

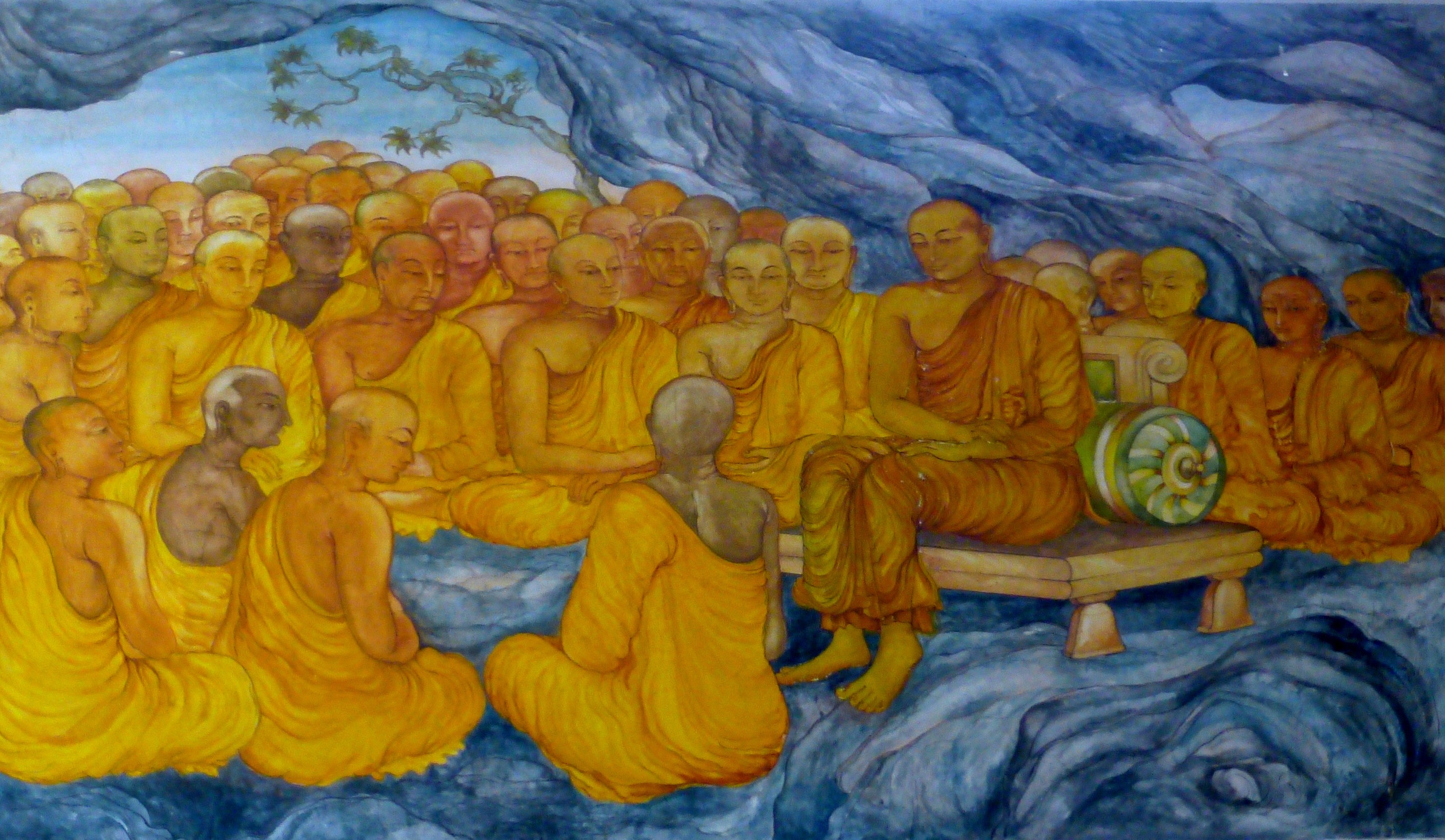
Tinh Xá Kỳ Viên tại thành Vương Xá, Ấn Độ. Bích họa miêu tả Đại hội kết tập kinh điển lần thứ nhất, trong đó A-nan-đà được cho là đã xướng câu: evaṃ me sutaṃ (“Như vầy tôi nghe”) mở đầu cho mỗi bài pháp của Phật mà ông tụng lại từ ký ức.

#### Tụng đọc kinh
Đại hội lần thứ nhất bắt đầu khi A-nan-đà được thỉnh tụng lại các bài kinh và xác định bài nào là xác thực, bài nào không xác thực. Ma-ha Ca-diếp đã yêu cầu, với mỗi bài kinh mà A-nan-đà liệt kê, ông phải cho biết bài kinh đó được giảng ở đâu, khi nào và cho những ai.

#### Các cáo buộc
Cũng trong đại hội đó, A-nan-đà đã bị các thành viên của Tăng đoàn buộc tội vì đã tạo điều kiện cho nữ giới xuất gia tu hành. Bên cạnh đó, ông còn bị kết tội vì đã quên không thỉnh Phật chỉ rõ những giới luật nào có thể được bỏ qua; vì đã giẫm lên y của Phật; vì đã cho phép phụ nữ tôn kính nhục thân của Phật sau khi Phật nhập diệt, trong khi thi hài chưa được mặc y phục chỉnh tề, khiến thi thể bị vấy bẩn bởi nước mắt của họ; và vì đã không thỉnh cầu Phật tiếp tục trụ thế. Dù A-nan-đà không xem những điều này là lỗi, nhưng ông vẫn chấp thuận làm lễ sám hối chính thức “... vì tin vào ý kiến của chư tôn trưởng lão” – A-nan-đà muốn ngăn ngừa sự bất hòa trong Tăng đoàn. Về việc cho phép phụ nữ xuất gia, A-nan-đà giải thích rằng ông đã làm điều này với rất nhiều nỗ lực, vì Ma-ha Ba-xà-ba-đề (dì ruột và dưỡng mẫu của Phật) đã chăm lo cho Phật trong thời gian dài. Về việc không thỉnh Phật tiếp tục trụ thế, nhiều truyền thống kinh điển ghi rằng A-nan-đà trả lời ông đã bị Ma vương làm cho phân tâm, mặc dù một bản văn Hán cổ lại chép rằng A-nan-đà đáp ông không thỉnh Phật kéo dài thọ mạng vì e rằng điều đó sẽ cản trở sứ mệnh của vị Phật tương lai Di-lặc.
Các cáo buộc đối với A-nan-đà có sự khác biệt trong các truyền thống Phật giáo. Theo truyền thống Pāli, các cáo buộc được đưa ra sau khi A-nan-đà đã giác ngộ và hoàn tất việc tụng đọc; nhưng truyền thống Căn bản Thuyết Nhất Thiết Hữu Bộ cho rằng các cáo buộc được đưa ra trước khi A-nan-đà chứng ngộ và bắt đầu việc tuyên tụng. Trong phiên bản này, khi nghe tin mình bị cấm tham dự đại hội, A-nan-đà phản đối rằng ông không làm điều gì trái với giáo pháp và giới luật của Phật. Ma-ha Ca-diếp bèn liệt kê bảy điều buộc tội để đáp lại sự phản đối của A-nan-đà. Những cáo buộc này tương tự với năm điều được nêu trong truyền thống Pāli. Các truyền thống văn bản khác liệt kê các cáo buộc hơi khác một chút, tổng cộng lên đến mười một điều, trong đó một vài điều chỉ được nhắc đến trong một hoặc hai truyền thống. Xem xét việc Phật giáo cho rằng một đệ tử đã giác ngộ được xem là đã vượt qua mọi lỗi lầm, thì khả năng các cáo buộc được đưa ra trước khi A-nan-đà đạt được giác ngộ. Qua phân tích, Bareau, Przyluski và Horner cho rằng những lỗi mà A-nan-đà bị buộc tội được thêm vào về sau, nhưng Findly không đồng ý, vì theo bà thì những chi tiết đó trong các văn bản giới luật phù hợp với kinh Đại Bát Niết-bàn và với tính cách của A-nan-đà như được mô tả chung trong kinh điển.

#### Tính lịch sử của Đại hội lần thứ nhất
Theo truyền thống, Đại hội lần thứ nhất kéo dài suốt bảy tháng. Tuy nhiên, các học giả hoài nghi liệu toàn bộ kinh điển có thực sự được tụng đọc trong Đại hội lần thứ nhất hay không, bởi các văn bản sơ kỳ có ghi lại những tường thuật khác nhau về các chủ đề quan trọng như pháp môn thiền định. Dù vậy, cũng có thể những phiên bản sơ khai của những gì nay được biết đến là Luật tạng và Kinh tạng đã được tụng đọc.
Tuy nhiên, từ cuối thế kỷ 19 trở đi, nhiều học giả cho rằng tính lịch sử của Đại hội lần thứ nhất là khó có thể xảy ra. Một số học giả, chẳng hạn như các nhà Đông phương học Louis de La Vallée-Poussin và D. P. Minayeff, tin rằng hẳn đã có những cuộc hội họp sau khi Phật qua đời, nhưng họ chỉ xem các nhân vật chính và một số sự kiện trước hoặc sau Đại hội lần thứ nhất là mang tính lịch sử. Các học giả khác, như Bareau và nhà Ấn Độ học Hermann Oldenberg, cho rằng rất có thể câu chuyện về Đại hội lần thứ nhất chỉ được ghi chép lại sau Đại hội lần thứ hai, và dựa trên câu chuyện về Đại hội lần thứ hai, vì không có vấn đề lớn nào cần giải quyết sau khi Phật nhập diệt, cũng như không có nhu cầu thực sự nào để tổ chức Đại hội lần thứ nhất. Phần lớn nội dung trong các tường thuật, và càng rõ ràng hơn các bản kể chi tiết về sau, đều tập trung vào vai trò của A-nan-đà như một người trung gian thanh tịnh, người truyền trao lại giáo pháp chính thống của Phật. Ở chiều ngược lại, nhà khảo cổ Louis Finot, nhà Ấn Độ học E. E. Obermiller và ở mức độ nào đó nhà Ấn Độ học Nalinaksha Dutt cho rằng câu chuyện về Đại hội lần thứ nhất là xác thực, bởi có sự tương ứng giữa kinh văn Pāli và truyền thống A-hàm. Nhà nghiên cứu Richard Gombrich, dựa trên lập luận của Tỳ-kheo Sujato và Tỳ-kheo Brahmali, phát biểu rằng “rất hợp lý khi tin tưởng… rằng phần lớn kinh tạng Pāli thực sự lưu giữ được lời dạy của Đức Phật, được truyền lại cho chúng ta qua đệ tử của Ngài là A-nan-đà và Đại hội lần thứ nhất”.

### Vai trò và tính cách
bản dịch của Ellison Banks Findly, Manorathapūranī
A-nan-đà được công nhận là một trong mười đệ tử quan trọng nhất của Phật. Trong các danh sách đệ tử được nêu trong Tăng Chi Bộ Kinh và Tương Ưng Bộ Kinh, mỗi vị đệ tử được tuyên bố là xuất sắc nhất về một phương diện nào đó. A-nan-đà được nhắc đến thường xuyên hơn bất cứ đệ tử nào khác: ông được nêu danh là vị đệ tử bậc nhất về hành vi phạm hạnh, về sự chu đáo với người khác, về năng lực ghi nhớ, về sự uyên bác và về tính kiên định. Trong kinh Đại Bát Niết-bàn, Phật thậm chí đã giảng một bài pháp tán thán A-nan-đà ngay trước khi Phật qua đời: cụ thể trong  – bài pháp nói về một người hiền lành, vị tha, được mọi người quý mến và luôn nghĩ cho người khác.
Trong kinh điển, ông được khắc họa là người có lòng từ bi trong mối quan hệ với hàng cư sĩ, và lòng từ bi đó ông học được từ chính Phật. Phật truyền dạy rằng cả chư tăng lẫn cư sĩ đều hoan hỷ khi thấy A-nan-đà, và họ cũng vui mừng khi được nghe ông tụng đọc và thuyết giảng giáo pháp của Phật. Thêm vào đó, A-nan-đà còn nổi tiếng với khả năng tổ chức của mình, ông hỗ trợ Phật như một thư ký trợ lý trong các công việc hành chính. Ở nhiều phương diện, A-nan-đà không chỉ phục vụ các nhu cầu cá nhân của Phật, mà còn đáp ứng cả những nhu cầu của Tăng đoàn khi còn non trẻ và đang phát triển.
Hơn nữa, nhờ khả năng ghi nhớ được rất nhiều lời dạy của Phật, ông được tôn xưng là bậc nhất về “nghe nhiều” hay đa văn đệ nhất (tiếng Pali: bahussuta, tiếng Phạn: bahuśruta, tiếng Trung: 多聞第一). A-nan-đà nổi tiếng với trí nhớ siêu hạng, điều này vô cùng quan trọng để ông có thể ghi nhớ các lời dạy của Phật. Ông cũng dạy cho các đệ tử khác cách học thuộc giáo pháp. Vì những lý do đó, A-nan-đà được gọi là “Người thủ kho gìn giữ Pháp bảo” hay bậc Tam Tạng (sau này) (tiếng Pali: Dhamma-bhaṇḍāgārika, tiếng Phạn: Dharma-bhaṇḍāgārika), trong đó Dhamma (tiếng Phạn: Dharma) chỉ giáo pháp của Phật.
Là người đã đồng hành trong phần lớn cuộc đời Phật, A-nan-đà xét theo nhiều cách chính là ký ức sống của Phật – nếu không có ông, Tăng đoàn có lẽ sẽ gặp nhiều khó khăn hơn trong việc ghi nhớ và truyền lại lời của Phật trong khoảng thời gian việc ghi nhớ diễn ra chủ yếu bằng hình thức truyền khẩu. Bên cạnh trí nhớ xuất chúng, A-nan-đà còn nổi bật ở chỗ, với tư cách là em họ của Phật, ông dám thỉnh hỏi Phật những câu hỏi thẳng thắn.  Ví dụ, sau khi đạo sư Mahāvira viên tịch và xảy ra các xung đột tiếp theo trong cộng đồng Kỳ Na giáo (Jaina), A-nan-đà đã hỏi Phật làm thế nào để ngăn ngừa các vấn đề tương tự xảy ra sau khi Phật qua đời. Phật trả lời bằng một bài thảo luận về vai trò của người thầy, người đệ tử và giáo pháp, kết luận rằng chính Ngài đã tuyên giảng giáo pháp của mình một cách trọn vẹn. Phật nói rằng tranh chấp về giới luật không phải là vấn đề lớn, mà tranh chấp về "con đường và lối đi" mới là vấn đề nghiêm trọng hơn.

### Truyền Pháp
Sau khi Phật viên tịch, theo một số nguồn, A-nan-đà chủ yếu ở lại miền Tây Ấn Độ, khu vực Kiều-thưởng-di (tiếng Phạn: Kausambī), nơi ông truyền dạy hầu hết đệ tử của mình. Các nguồn khác nói rằng ông cư trú tại tinh xá Trúc Lâm (tiếng Phạn: Veṇuvana). Một số đồ chúng của A-nan-đà sau này đã trở nên nổi tiếng. Theo các nguồn hậu kinh tiếng Phạn như Thiên Thí Dụ (Divyāvadāna) và Kinh A-dục-vương truyện  Aśokāvadāna, trước khi Phật viên tịch, Ngài Phật đã tin cẩn A-nan-đà tiết lộ rằng đệ tử của ông là Majjhantika (Madhyāntika) sẽ đi đến Udyāna (Kashmir) để mang giáo lý của Phật đến đó. Mahākassapa còn có một lời dự đoán (sau này trở thành sự thật) rằng một trong những đồ chúng tương lai của A-nan-đà là Thương-na-hòa-tu  (tiếng Phạn: Śāṇakavāsī, Śāṇakavāsin hay Śāṇāvasika) sẽ cúng dường nhiều của cho Tăng già tại Ma-thâu-la (tiếng Phạn: Mathurā) trong một buổi lễ tổ chức từ lợi nhuận buôn bán. Sau sự kiện đó, A-nan-đà đã thuyết phục thành công hương-na-hòa-tu xuất gia làm Tỳ-kheo và trở thành đệ tử của ông. A-nan-đà sau đó khuyên hương-na-hòa-tu bằng cách chỉ ra rằng mặc dù hương-na-hòa-tu đã cúng rất nhiều của cải vật chất, nhưng chưa hề "bố thí Pháp". Khi được hỏi, A-nan-đà trả lời rằng Thương-na-hòa-tu sẽ bố thí Pháp khi xuất gia làm Tỳ-kheo, điều đó đã đủ để Thương-na-hòa-tu quyết định xuất gia.

### Qua đời và để lại xá lợi

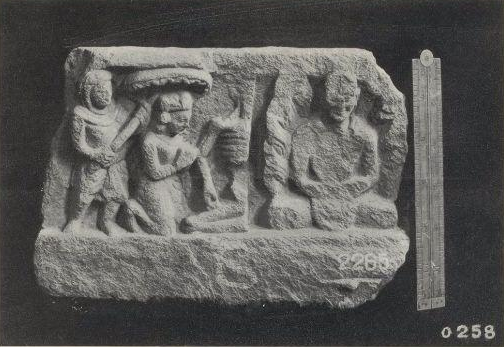
Phù điêu, được phục hồi một phần, của Ấn Độ miêu tả cái chết của A-nan-đà. Theo truyền thuyết Phật giáo, ông đã đạt Niết-bàn hoàn toàn ở giữa không trung trên sông Rohīni, để lại xá lợi cho các các tín đồ Phật giáo ở hai bên bờ sông.

Mặc dù không có kinh điển Phật giáo thời sơ kỳ nào ghi ngày chết của A-nan-đà, nhưng theo du tăng người Trung Quốc Pháp Hiển (337–422 SCN), A-nan-đà đã sống đến 120 tuổi. Tuy nhiên, theo niên biểu sau này, A-nan-đà có thể sống được khoảng 75–85 tuổi. Học giả L. S. Cousins xác quyết rằng ngày viên tịch của A-nan-đà là hai mươi năm sau khi Đức Phật nhập Niết-bàn.
A-nan-đà tiếp tục việc giảng dạy cho đến cuối đời. Theo các nguồn Căn bản thuyết nhất thiết hữu bộ (tiếng Phạn: Mūlasarvāstivāda), có lần A-nan-đà nghe một vị tỳ-kheo trẻ tụng kinh một câu không đúng và đã khuyên nhủ. Khi vị ấy báo lại với thầy mình, thầy của vị ấy phản ứng rằng "A-nan-đà đã già và trí nhớ đã sa sút...". Sự việc này đã thôi thúc A-nan-đà chứng nhập Niết-bàn sau cùng. Ông đã truyền "sự lưu giữ giáo pháp [của Đức Phật]" cho đồ chúng của mình là Thương-na-hòa-tu và lên đường về sông Hằng.
Tuy nhiên, theo truyền thống Pāli, khi A-nan-đà sắp viên tịch, ông đã quyết định dành những giây phút cuối đời ở Vệ-xá-lợi và đi đến sông Rohīni. Phiên bản Căn bản thuyết nhất thiết hữu bộ mở rộng kể rằng trước khi đến sông, ông đã gặp một ẩn sĩ tên Ma-thiền-đề (tiếng Phạn: Majjhantika), theo lời tiên tri trước, cùng năm trăm đệ tử của ông ta, và việc này đã khiến nhóm người này quy y Phật giáo. Một số nguồn cho biết A-nan-đà đã truyền lại lời dạy của Phật cho Ma-thiền-đề. Khi A-nan-đà sang sông, vua A Xà Thế đã theo sau để tận mắt chứng kiến cái chết của ông và mong muốn tới xá lợi của A-nan-đà. A-nan-đà từng hứa với A Xà Thế rằng ông sẽ cho biết khi nào mình sẽ viên tịch, và đúng như lời hứa, A-nan-đà đã báo trước cho vua biết lúc mình sẽ mất. Ở bờ bên kia sông, một nhóm cư dân Lichchavi từ Vệ-xá-lợi cũng đang chờ đón vì cùng một lý do. Trong truyền thống Pāli, cũng có hai bên quan tâm, nhưng họ là bộ tộc Thích-ca và Câu-li thay vì Lichchavis. A-nan-đà nhận ra rằng cái chết của mình dù xảy ra ở bên nào của con sông thì cũng đều có thể làm phật lòng phía chờ bên còn lại.
Chính vì việc này, A-nan-đà đã thị hiện một phép thần thông đặc biệt: bay lên không trung để thiền định giữa không trung, khiến cho thân thể ông bốc cháy, và xá lợi của ông rơi xuống cả hai bờ sông; theo một số phiên bản, thân thể ông còn tan thành bốn phần. Bằng cách này, A-nan-đà đã làm hài lòng tất cả các bên liên quan. Trong một số phiên bản khác, bao gồm cả Căn bản thuyết nhất thiết hữu bộ, sự viên tịch của ông diễn ra trên một chiếc thuyền giữa dòng sông thay vì trên không trung, và xá lợi của ông được chia thành hai phần, theo nguyện vọng của A-nan-đà. Ma-thiền-đề sau đó đã hoàn thành sứ mệnh như Phật đã tiên đoán. Đệ tử của Ma-thiền-đề là Upagupta được ghi lại là thầy của A-dục vương (thế kỷ 3 TCN). Cùng với bốn hay năm đệ tử khác của A-nan-đà, Thương-na-hòa-tu và Ma-thiền-đề đã tạo thành phần đa số của công đồng Phật giáo lần thứ hai, với Ma-thiền-đề là đệ tử cuối cùng của A-nan-đà. Các nguồn Pāli hậu kinh thêm rằng Thương-na-hòa-tu cũng đóng vai trò chủ chốt trong Đại hội kết tập kinh điển Phật giáo lần thứ ba. Dù không nhiều điều có tính lịch sử được khẳng định vững chắc, Cousins cho rằng rất có thể ít nhất một nhân vật chủ chốt trong Đại hội kết tập kinh điển Phật giáo lần thứ hai là đệ tử của A-nan-đà, vì hầu hết văn bản truyền thống  đều nhắc đến sự liên hệ với A-nan-đà.
Người ta nói rằng A Xà Thế đã xây một bảo tháp stūpa ngay trên xá lợi của A-nan-đà, ở bờ sông Rohīni, hoặc theo một số nguồn là ở bờ sông Hằng; phía Lichchavi (tại Vệ-xá-lợi) cũng đã xây một bảo tháp ở bên bờ sông của họ. Nhà hành hương người Trung Quốc Huyền Trang (602–664 SCN) sau này đã viếng thăm các bảo tháp ở cả hai bên bờ sông Rohīni. Pháp Hiển cũng ghi lại đã thăm các bảo tháp thờ A-nan-đà bên bờ sông Rohīni và cả ở Ma-thâu-la.
Theo phiên bản Căn bản thuyết nhất thiết hữu bộ của Saṃyukta Āgama, A-dục vương đã đến thăm và cúng dường hoành tráng nhất trong đời ông cho bảo tháp A-nan-đà:
Luôn ghi sâu giáo lý trong lòng—
Canh giữ kho tàng lớn của Pháp—
Đôi mắt sáng cho muôn đời,
dịch  C. A. F. Rhys Davids, Theragāthā
Ông giải thích với các cận thần rằng mình làm như vậy vì “[t]hân của Như Lai chính là thân của các pháp, tịnh diệu tự tánh. Ngài A‑nan‑đà có thể thu giữ trọn vẹn thân pháp ấy; do đó sự cúng dường [đối với ngài] vượt trên tất cả mọi cúng dường khác”—pháp thân ở đây chỉ toàn bộ giáo pháp của Phật.
Trong các Kinh điển Phật giáo sơ kỳ, A‑nan‑đà đã chứng Niết‑bàn và không còn tái sinh nữa. Tuy nhiên, khác với các bản kinh sớm, Kinh Pháp Hoa Đại thừa dạy rằng A‑nan‑đà sẽ thành Phật trong tương lai. Ông sẽ đạt được mục tiêu này chậm hơn Phật Thích‑ca Mâu‑ni, vì A‑nan‑đà nguyện thành Phật nhờ “học hành tinh tấn”. Chính vì hành trình dài lâu và nỗ lực lớn lao ấy, quả vị giác ngộ của A-nan-đà sẽ thù thắng và rực rỡ phi thường.

## Di sản

Trong nghệ thuật tượng hình Đại thừa, A-nan-đà thường được thể hiện đứng hầu bên phải Đức Phật, còn Ma-ha Ca-diếp ở bên trái.

A-nan-đà được mô tả là một người thuyết pháp lưu loát, thường giảng dạy về bản ngã và về thiền định. Có rất nhiều kinh điển được gán cho A-nan-đà là người thuyết giảng, bao gồm Kinh Bát Thành  (Atthakanāgara) về các phương pháp thiền định để đạt Niết-bàn; một bản  Kinh Nhất dạ hiền giả (Bhaddekaratta) (tiếng Phạn: Bhadrakārātrī, bính âm: 善夜) về việc sống trọn vẹn trong hiện tại; kinh Hữu Học (Sekha) về sự tu tập cao hơn của một đệ tử Phật; và kinh Tu-bà (Subha) về những hành trì mà Phật khuyến tấn người khác noi theo.
Trong kinh Gopaka-Mogallāna, có ghi lại một cuộc đối thoại giữa A-nan-đà, vị Bà-la-môn Gopaka-Mogallāna và đại thần Vassakāra, khi ấy là quan chức cao nhất tại vùng Ma-kiệt-đà. Cuộc đối thoại này diễn ra không lâu sau khi Phật nhập diệt, Vassakāra hỏi liệu tăng đoàn đã quyết định ai sẽ kế vị Phật hay chưa. A-nan-đà trả lời rằng không có người kế vị nào được chỉ định, thay vào đó tăng đoàn lấy giáo pháp và giới luật của Phật làm nơi nương tựa. Thêm vào đó, tăng chúng không còn Phật làm bậc Thầy lãnh đạo nữa, nhưng họ sẽ tôn kính những vị tỳ-kheo nào có đức hạnh và đáng tin cậy. Bên cạnh những bài kinh kể trên, một phần của Kinh Trưởng Lão Kệ Theragāthā được cho là do A-nan-đà sáng tác. Ngay cả trong những bài kinh được gán cho chính Phật thuyết, đôi khi A-nan-đà cũng được miêu tả là người đặt tên cho một bài pháp cụ thể, hoặc gợi ý cho Phật một hình ảnh ẩn dụ để Ngài sử dụng trong lời dạy.
Trong Phật giáo Đông Á, A-nan-đà được xem là một trong Thập đại đệ tử của Phật. Trong nhiều kinh văn Sanskrit Ấn Độ và Đông Á, A-nan-đà được coi là vị tổ thứ hai trong dòng truyền thừa giáo pháp của Phật, với Ma-ha Ca-diếp là vị thứ nhất và Majjhantika hoặc Saṇavāsī là vị thứ ba. Có một tường thuật trong kinh điển của Thuyết Nhất Thiết Hữu Bộ và Căn bản Thuyết Nhất Thiết Hữu Bộ kể rằng trước khi Ma-ha Ca-diếp qua đời, ông đã trao lại giáo pháp của Phật cho A-nan-đà như một sự truyền thụ quyền uy chính thức, và dặn A-nan-đà truyền lại giáo pháp đó cho đệ tử mình là Thương-na-hòa-tu. Về sau, ngay trước khi A-nan-đà viên tịch, ông đã làm đúng theo lời Ma-ha Ca-diếp căn dặn. Tuy nhiên, hai học giả Phật học Akira Hirakawa và Bibhuti Baruah tỏ ý hoài nghi về mối quan hệ thầy trò giữa Ma-ha Ca-diếp và A-nan-đà, cho rằng giữa hai người có sự bất hòa, như được thể hiện trong các kinh văn sơ kỳ. Dù sao đi nữa, rõ ràng các kinh văn muốn nói đến một mối quan hệ truyền thừa giáo pháp, chứ không phải là quan hệ thầy tế độ trong dòng truyền thừa truyền giới: không có nguồn nào nói rằng Ma-ha Ca-diếp là thầy tế độ (upajjhāya) của A-nan-đà. Trong nghệ thuật tượng hình Đại thừa, A-nan-đà thường được thể hiện đứng hầu bên phải Phật, cùng với Ma-ha Ca-diếp ở bên trái. Tuy nhiên, trong nghệ thuật tượng hình Phật giáo Nguyên thủy Theravāda, A-nan-đà thường không được mô tả theo cách này, và mô-típ truyền thừa giáo pháp qua danh sách các tổ sư hoàn toàn không được tìm thấy trong các nguồn Pāli.

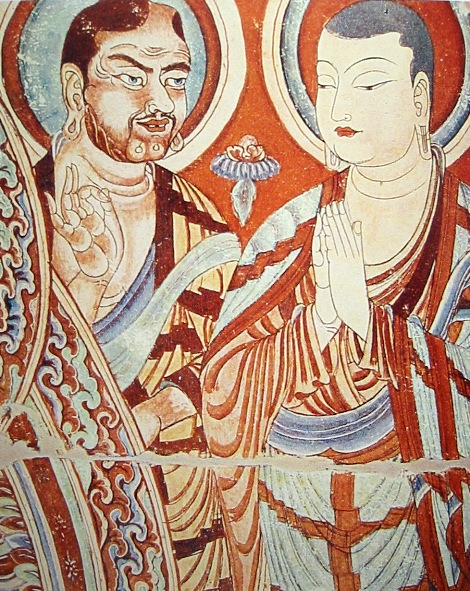
Bức tranh Trung Quốc thế kỷ 8–9 miêu tả hai nhà sư mặc cà sa được ghép từ nhiều mảnh vải. Theo truyền thống Pāli, A-nan-đà đã thiết kế mẫu y của chư Tăng, dựa trên hình dáng những thửa ruộng lúa.

Bởi A-nan-đà có công lớn trong việc thành lập cộng đồng Tỳ-kheo ni, ông đã được chư ni tôn kính suốt chiều dài lịch sử Phật giáo. Những dấu vết sớm nhất về điều này được tìm thấy trong ghi chép của các nhà sư hành hương người Trung Quốc là Pháp Hiển và Huyền Trang, khi hai ngài tường thuật rằng các vị Tỳ-kheo ni đã dâng cúng một ngôi bảo tháp để tôn vinh A-nan-đà trong các dịp lễ hội và ngày Bố-tát. Tương tự, vào thế kỷ 5–6 ở Trung Quốc và thế kỷ 10 ở Nhật Bản, người ta đã soạn thảo các văn bản khuyên nữ giới tuân giữ Bát quan trai giới để tưởng nhớ và tri ân A-nan-đà. Ở Nhật Bản, việc này được thực hiện thông qua một nghi thức sám hối gọi là keka (悔過). Đến thế kỷ 13, tại Nhật Bản đã hình thành sự sùng kính gần như cuồng nhiệt đối với A-nan-đà ở một số ni viện, trong đó tượng thờ và tháp A-nan-đà được dựng lên và các nghi lễ được cử hành để tôn vinh ông. Hiện nay, giới học giả có những ý kiến trái ngược về việc sự sùng kính A-nan-đà trong hàng ngũ Tỳ-kheo ni là biểu hiện cho sự phụ thuộc của họ vào truyền thống Tăng-già nam, hay ngược lại, thể hiện tính chính danh và sự độc lập của họ.
Các văn bản Luật tạng Pāli ghi rằng mẫu thiết kế y phục cà sa của chư Tăng là do A-nan-đà nghĩ ra. Khi Phật giáo phát triển thịnh vượng, nhiều cư sĩ bắt đầu phát tâm cúng dường các loại vải đắt tiền để may y, điều này khiến các tỳ-kheo có nguy cơ bị trộm cắp nhắm đến. Để giảm giá trị vật chất của vải cúng dường, các tỳ-kheo đã xé nhỏ tấm vải trước khi khâu thành y. Phật yêu cầu A-nan-đà nghĩ ra một mẫu y cho chư Tăng được ghép từ những mảnh vải nhỏ. A-nan-đà đã thiết kế một mẫu y tiêu chuẩn, dựa theo hình ảnh những thửa ruộng lúa ở Ma-kiệt-đà, được ngăn ô bởi các bờ đất. Bởi lấy hình ảnh từ các đám ruộng, y này còn có tên khác là phước điền y hay áo ruộng phước.
Một truyền thống khác gắn liền với A-nan-đà là nghi thức tụng kinh hộ trì paritta. Phật tử Phật giáo Nguyên thủy Theravāda lý giải rằng tập tục rảy nước trong khi tụng kinh hộ trì bắt nguồn từ chuyến viếng thăm  Tỳ-xá-ly của A-nan-đà, khi ông tụng bài Kinh Châu Báu (Ratana Sutta) và rảy nước từ bình bát của mình. Một truyền thống thứ ba, đôi khi, được cho là nhờ A-nan-đà khởi xướng chính là việc sử dụng cây bồ đề trong Phật giáo. Kāliṅgabodhi Jātaka thuật lại rằng A-nan-đà đã trồng một cây bồ đề như biểu tượng cho sự giác ngộ của Phật, nhằm giúp mọi người có cơ hội đảnh lễ Phật dù ngài không trực tiếp hiện diện. Cây và tháp thờ này về sau được gọi là cây bồ đề A-nan-đà, và được cho là là mọc lên từ hạt giống của chính cây bồ đề nơi Phật thành đạo. Nhiều tháp thờ loại này tại Đông Nam Á đã được dựng lên theo hình thức và ý nghĩa đó. Hiện nay, cây bồ đề A-nan-đà đôi khi được nhận định là một cây bồ đề tại phế tích Kỳ Viên, thành Xá-vệ, dựa trên ghi chép của du tăng Pháp Hiển.

## Trong nghệ thuật
Trong giai đoạn 1856–1858, Richard Wagner đã viết nháp một kịch bản opera dựa trên truyền thuyết về A-nan-đà và một cô gái hạ cấp tên là Ma-Đăng-Già. Ông chỉ để lại một dàn ý văn xuôi dang dở cho tác phẩm dự định mang tên Die Sieger (“Những người chiến thắng”), nhưng chủ đề này đã gợi cảm hứng cho vở opera Parsifal của ông sau này. Thêm vào đó, phần phác thảo này đã được nhà soạn nhạc Jonathan Harvey sử dụng trong vở opera Wagner Dream năm 2007. Trong phiên bản nghệ thuật của Wagner – dựa trên bản dịch của nhà Phật học Eugène Burnouf – bùa phép của mẹ Ma-đăng-già  không khiến A-nan-đà xiêu lòng, và Ma-đăng-già  tìm đến Phật để giãi bày nỗi niềm yêu mến A-nan-đà của mình. Phật trả lời rằng sự kết hợp giữa Ma-đăng-già và A-nan-đà là có thể, nhưng Ma-đăng-già phải chấp thuận các điều kiện của Phật. Ma-đăng-già  đồng ý, và hóa ra Phật có ý khác với cô: Ngài yêu cầu Ma-Đăng-Già xuất gia làm một Tỳ-kheo ni, sống đời phạm hạnh như một người chị tinh thần của A-nan-đà. Thoạt đầu, Ma-đăng-già  bật khóc buồn bã, nhưng sau khi Phật giải thích rằng hoàn cảnh hiện tại của cô là do nghiệp từ đời trước, cô đã hiểu và hoan hỷ chấp nhận xuất gia sống đời sống của một vị ni. Bên cạnh những chủ đề tâm linh, Wagner còn lên án những khiếm khuyết của hệ thống giai cấp khi để Phật đích thân phê phán nó.
Cùng truyền thuyết về A-nan-đà và Ma-đăng-già đã được đại thi hào Ấn Độ Rabindranath Tagore chuyển thể thành một vở kịch văn xuôi ngắn mang tên Chandalika. Chandalika đề cập đến những xung đột tinh thần, hệ thống giai cấp và bình đẳng xã hội, đồng thời hàm chứa sự phê phán mạnh mẽ đối với xã hội Ấn Độ đương thời. Cũng như trong truyện nguyên tác, Ma-đăng-già  đem lòng yêu A-nan-đà sau khi ông cho cô lòng tự trọng bằng cách nhận bát nước cô dâng. Mẹ của Ma-đăng-già  đã yểm bùa để mê hoặc A-nan-đà. Tuy nhiên, trong kịch bản của Tagore, về sau Ma-đăng-già hối hận vì việc mình làm và đã tự mình hóa giải bùa chú đó.

## Chú giải
1. ↑  Theo truyền thống Căn bản Nhất thiết hữu bộ, Phật khi đó 50 tuổi.[14]
2. ↑  Theo truyền thống Căn bản Nhất thiết hữu bộ, A-nan-đà sinh cùng lúc Phật giác ngộ nên trẻ hơn các đại đệ tử khác. Lý do các vị kia không được chọn có thể vì họ đã quá cao tuổi cho nhiệm vụ này.[9]
3. ↑  AN 3.80
4. ↑  Giữa các bộ phái có tranh luận về nghĩa của “đại kiếp” trong ngữ cảnh này: có phái cho rằng đó là một đời người trọn vẹn, phái khác cho rằng một bậc giác ngộ có thể “tạo ra một thọ mệnh mới chỉ bằng sức thiền định của mình”.[71]
5. ↑  Theo John Powers, mãi thời điểm này Phật mới rời Tỳ-xá-ly, chứ không phải sớm hơn.[72]
6. ↑  Đây là phiên bản nổi tiếng nhất của sự kiện. Tuy nhiên, các văn bản của truyền thống Sarvastivada (Thuyết Nhất Thiết Hữu Bộ), Mūlasarvāstivāda (Căn bản Thuyết Nhất Thiết Hữu Bộ) và Hóa Địa Bộ thuật lại rằng người được chọn khi đó là Kiều-trần-như (tiếng Phạn: Ājñāta Kauṇḍinya) thay vì A-nan-đà, bởi Kiều-trần-như là vị đệ tử cao niên nhất.[92]
7. ↑  Đức Phật có nói với A-nan-đà rằng những “giới luật nhỏ nhặt” có thể được bãi bỏ sau khi Phật qua đời[72].
8. ↑  Trang i. xiv.
9. ↑  Trường Bộ kinh 16.

## Sách tham khảo
- Fo Guang Ta-tz'u-tien 佛光大辭典. Fo Guang Ta-tz'u-tien pien-hsiu wei-yuan-hui 佛光大辭典編修委員會. Taipei: Fo-kuang ch'u-pan-she, 1988. (Phật Quang Đại Từ điển. Phật Quang Đại Từ điển biên tu uỷ viên hội. Đài Bắc: Phật Quang xuất bản xã, 1988.)
- Das Lexikon der Östlichen Weisheitslehren, Bern 1986.

- Ambros, Barbara R (ngày 27 tháng 6 năm 2016), "A Rite of Their Own: Japanese Buddhist Nuns and the Anan kōshiki", Japanese Journal of Religious Studies, 43 (1): 207–50, doi:10.18874/jjrs.43.1.2016.207-250
- App, Urs (2011), Richard Wagner and Buddhism, UniversityMedia, ISBN 978-3-906000-00-8
- Bareau, André (1979), "III. La composition et les étapes de la formation progressive du Mahàparinirvânasûtra ancien" [3. The Composition and the Episodes of the Progressive Formation of the ancient Mahāparinirvānasūtra], Bulletin de l'École française d'Extrême-Orient (bằng tiếng Pháp), 66 (1): 45–103, doi:10.3406/befeo.1979.4010
- Baruah, Bibhuti (2000), Buddhist Sects and Sectarianism (PDF), Sarup & Sons, ISBN 978-81-7625-152-5, Bản gốc (PDF) lưu trữ ngày 14 tháng 9 năm 2018
- Buswell, Robert E. Jr.; Lopez, Donald S. Jr. (2013), Princeton Dictionary of Buddhism (PDF), Princeton University Press, ISBN 978-0-691-15786-3, lưu trữ (PDF) bản gốc ngày 12 tháng 6 năm 2018
- Clasquin, Michel (ngày 1 tháng 3 năm 2013), "On the Death of the Charismatic Founder: Re-viewing Some Buddhist Sources", Journal for the Study of Religions and Ideologies, 12: 3–18, ISSN 1583-0039, lưu trữ bản gốc ngày 8 tháng 9 năm 2018
- Davidson, R.M. (1990), "An Introduction to the Standards of Scriptural Authenticity in Indian Buddhism" (PDF), Chinese Buddhist Apocrypha, tr. 291–325, Bản gốc (PDF) lưu trữ ngày 18 tháng 9 năm 2018
- Filigenzi, Anna (2006), "Ananda and Vajrapāṇi: An Inexplicable Absence and a Mysterious Presence in Gandhāran Art" (PDF), trong Brancaccio, Pia; Behrendt, Kurt (biên tập), Gandhāran Buddhism: Archaeology, Art, and Texts, University of British Columbia Press, tr. 270–85, ISBN 978-0-7748-1080-7, Bản gốc (PDF) lưu trữ ngày 18 tháng 8 năm 2018
- Findly, Ellison Banks (tháng 9 năm 1992), "Ānanda's Hindrance: Faith (saddhā) in Early Buddhism" (PDF), Journal of Indian Philosophy, 20 (3): 253–73, doi:10.1007/BF00157758, S2CID 169332149, Bản gốc (PDF) lưu trữ ngày 17 tháng 9 năm 2018, truy cập ngày 17 tháng 9 năm 2018
- Findly, Ellison Banks (2003), Dāna: Giving and Getting in Pāli Buddhism, Motilal Banarsidass Publishers, ISBN 978-81-208-1956-6
- Freedman, Michael (tháng 6 năm 1977), The Characterization of Ānanda in the Pāli Canon of the Theravāda: A Hagiographic Study (PhD thesis), McMaster University
- Gethin, Rupert (2001), The Buddhist Path to Awakening (PDF) (ấn bản thứ 2), Oneworld Publications, ISBN 1-85168-285-6, Bản gốc (PDF) lưu trữ ngày 14 tháng 9 năm 2018, truy cập ngày 14 tháng 9 năm 2018
- Gombrich, R. (2018), Buddhism and Pali, Mud Pie Books, ISBN 978-0-9934770-4-1
- Hansen, Anne (2008), "Modernism and Morality in Colonial Cambodia" (PDF), trong Kent, Alexandra; Chandler, David (biên tập), People of Virtue: Reconfiguring Religion, Power and Moral Order in Cambodia Today, Nordic Institute of Asian Studies, tr. 35–61, ISBN 978-87-7694-036-2, lưu trữ (PDF) bản gốc ngày 24 tháng 8 năm 2018
- Harvey, Peter (2013), An Introduction to Buddhism: Teachings, History and Practices (PDF) (ấn bản thứ 2), New York: Cambridge University Press, ISBN 978-0-521-85942-4, lưu trữ (PDF) bản gốc ngày 12 tháng 6 năm 2018
- Hinüber, O. von (ngày 5 tháng 11 năm 2007), "The Advent of the First Nuns in Early Buddhism" (PDF), Indogaku Chibettogaku Kenkyū [Journal of Indian and Tibetan Studies], Association for the Study of Indian Philosophy: 222–37, ISSN 1342-7377, Bản gốc (PDF) lưu trữ ngày 10 tháng 9 năm 2018, truy cập ngày 10 tháng 9 năm 2018
- Hirakawa, Akira (1993), A History of Indian Buddhism: From Śākyamuni to Early Mahāyāna (PDF), Motilal Banarsidass Publishers, ISBN 978-81-208-0955-0, Bản gốc (PDF) lưu trữ ngày 11 tháng 9 năm 2015
- Jaini, P.S. (2001), Collected Papers on Buddhist Studies (PDF), Motilal Banarsidass Publishers, ISBN 81-208-1776-1, lưu trữ (PDF) bản gốc ngày 9 tháng 10 năm 2022
- Keown, Damien (2004), A Dictionary of Buddhism, Oxford University Press, ISBN 978-0-19-157917-2
- Lamotte, Etienne (1988) [1958], Histoire du Bouddhisme Indien, des origines a l'ere Saka [History of Indian Buddhism: From the Origins to the Śaka Era] (PDF) (bằng tiếng Pháp), Université catholique de Louvain, Institut orientaliste, ISBN 90-683-1-100-X, Bản gốc (PDF) lưu trữ ngày 15 tháng 2 năm 2015
- Lamotte, Étienne (2005a) [1984], "The Assessment of Textual Authenticity in Buddhism" (PDF), trong Williams, Paul (biên tập), Buddhism: Critical Concepts in Religious Studies, 1: Early History in South and Southeast Asia, Routledge, tr. 188–198, ISBN 0-415-33227-3, Bản gốc (PDF) lưu trữ ngày 20 tháng 10 năm 2015
- Lamotte, Étienne (2005b) [1960]. "Mañjuśrī" (PDF). Trong Williams, Paul (biên tập). Buddhism: Critical Concepts in Religious Studies, 3: The Origins and Nature of Mahāyāna Buddhism. Routledge. ISBN 0-415-33229-X. Bản gốc (PDF) lưu trữ ngày 20 tháng 10 năm 2015.
- Lopez, Donald S. Jr. (2017), Hyecho's Journey: The World of Buddhism, University of Chicago Press, ISBN 978-0-226-51806-0
- MacQueen, Graeme (2005) [1981–2], "Inspired Speech in Early Mahāyāna Buddhism" (PDF), trong Williams, Paul (biên tập), Buddhism: Critical Concepts in Religious Studies, 3: The Origins and Nature of Mahāyāna Buddhism, Routledge, tr. 312–43, ISBN 0-415-33229-X, Bản gốc (PDF) lưu trữ ngày 20 tháng 10 năm 2015
- Malalasekera, G.P. (1960), Dictionary of Pāli Proper Names, quyển 1, Pali Text Society, OCLC 793535195
- Mukherjee, B. (1994), "The Riddle of the First Buddhist Council – A Retrospection", Chung-Hwa Buddhist Journal, 7: 452–73, lưu trữ bản gốc ngày 17 tháng 9 năm 2018
- Norman, K. R. (1983), Pāli Literature: Including the Canonical Literature in Prakrit and Sanskrit of all the Hīnayāna Schools of Buddhism (PDF), Harrassowitz, tr. 8, ISBN 3-447-02285-X, lưu trữ (PDF) bản gốc ngày 9 tháng 10 năm 2022
- Ohnuma, Reiko (tháng 12 năm 2006), "Debt to the Mother: A Neglected Aspect of the Founding of the Buddhist Nuns' Order", Journal of the American Academy of Religion, 74 (4): 861–901, doi:10.1093/jaarel/lfl026
- Olson, Carl (2005), The Different Paths of Buddhism: A Narrative-Historical Introduction, Rutgers University Press, ISBN 978-0-8135-3778-8
- Powers, John (2007), Introduction to Tibetan Buddhism, Shambhala Publications, ISBN 978-1-55939-835-0
- Prebish, Charles S. (2005) [1974], "Review of Scholarship on Buddhist Councils" (PDF), trong Williams, Paul (biên tập), Buddhism: Critical Concepts in Religious Studies, 1: Early History in South and Southeast Asia, Routledge, tr. 224–43, ISBN 0-415-33227-3, Bản gốc (PDF) lưu trữ ngày 20 tháng 10 năm 2015
- Ray, R.A. (1994), Buddhist Saints in India: A Study in Buddhist Values and Orientations (PDF), Oxford University Press, ISBN 0-19-507202-2, Bản gốc (PDF) lưu trữ ngày 17 tháng 9 năm 2018
- Shaw, Sarah (2006), Buddhist Meditation: An Anthology of Texts from the Pāli Canon (PDF), Routledge, ISBN 978-0-415-35918-4, Bản gốc (PDF) lưu trữ ngày 11 tháng 9 năm 2018
- Strong, John S. (1994), The Legend and Cult of Upagupta: Sanskrit Buddhism in North India and Southeast Asia, Motilal Banarsidass Publishers, ISBN 978-81-208-1154-6
- Tsukamoto, K. (1963), "Mahākaśyapa's Precedence to Ānanda in the Rājagṛha Council", Indogaku Bukkyogaku Kenkyu [Journal of Indian and Buddhist Studies], 11 (2): 824–817[sic], doi:10.4259/ibk.11.824, lưu trữ bản gốc ngày 21 tháng 9 năm 2018
- Wijayaratna, Mohan (1990), Buddhist Monastic Life: According to the Texts of the Theravāda Tradition (PDF), Cambridge University Press, ISBN 0-521-36428-0, Bản gốc (PDF) lưu trữ ngày 20 tháng 9 năm 2018, truy cập ngày 17 tháng 9 năm 2018
- Witanachchi, C. (1965), "Ānanda", trong Malalasekera, G. P.; Weeraratne, W. G. (biên tập), Encyclopaedia of Buddhism, quyển 1, Government of Sri Lanka, OCLC 2863845613[liên kết hỏng]